# Mátra

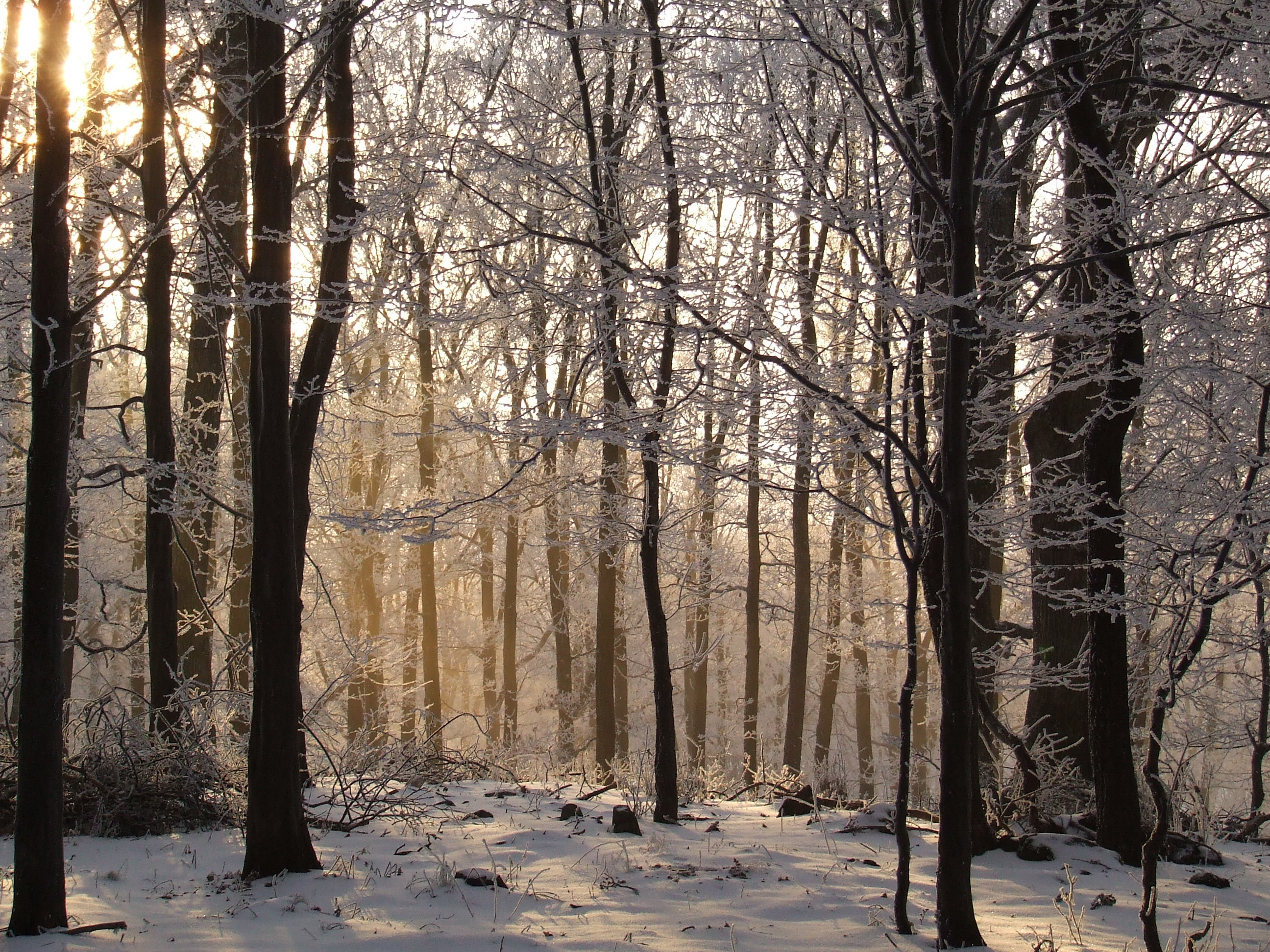
Téli bükkös a Mátrában

A Mátra az Északi-középhegység egyik, vulkanikus eredetű tagja, amely 900 négyzetkilométeren terül el a Cserhát és a Bükk-vidék között. Itt található a mai Magyarország három legmagasabb hegycsúcsa, a Kékes (1014 m) a Hidas-bérc (971 m) és a Galya-tető (965 m). A 100 legmagasabb magyar hegycsúcs között 26 mátrai található, ezzel a 2. helyezett átlagmagasságban a Bükk-vidék után. Kiterjedése kelet–nyugati irányban 40–50 km, észak–déli irányban 15–22 km. A Kárpátok belső vulkáni övezetéhez tartozik, de formáit a miocén vulkánosság óta már jelentősen átalakították az utólagos szerkezeti mozgások és az erózió. Jelentős érckészlete miatt sokan kutatták kialakulását és vulkanizmusának történetét, de a geológusok között még a közelmúltban is viták zajlottak az egykori kitörési központok hollétéről.
A Mátra több, eltérő arculatú részre tagolódik. Félkörívű nyugati gerince a Nyugati-Mátrával (Muzsla, 805 m) kezdődik, melyet a Cserháttól a tektonikus eredetű Zagyva-árok választ el. A hegység központi része – a Magas-Mátra – hordozza a legmagasabb csúcsokat, bár ezt az elnevezést ritkán használják. A vonulat két fő szakasza a meredek, kőtengerekkel és zárt bükkösökkel borított Mátrabérc és a Kékes tömbje, amelyeket a Nagy-völgy tagol ketté. A Kékeshez közeli Sas-kőtől (898 m) kelet felé Keleti-Mátra néven folytatódik a fokozatosan lealacsonyodó főgerinc, mely végül a Tarna völgyénél ér véget. Dél felé a Mátraalja szőlőkkel borított lankái jelentik az átmenetet a hegyvidék és az Alföld között, míg északon Mátralába hegylábfelszínei ereszkednek alá a Zagyva felső szakaszát övező dombságra.

## Kialakulása

### A vulkánosság előtti képződmények
A Mátra kialakulása szorosan összefügg az Északi-középhegység és a Kárpátok kialakulásával. A miocén kori vulkánosság előtt létrejött képződmények elsősorban a Mátra meredek északi oldalán bukkannak ki. Ennek oka, hogy a vulkánosságot követően a hegység egésze kibillent déli irányban a Mátrától és a Bükktől délre húzódó árok besüllyedése miatt. A déli, lankásabb részt fiatal üledékek temették be, az északi oldalon pedig a pleisztocén során csuszamlásokkal meredek lejtők alakultak ki.
A hegység kristályos aljzatának anyaga zárványként fordul elő a vulkáni kőzetekben. Ezeket nem számítva a legidősebb képződmények a Darnó-vonalnak nevezett, a Keleti-Mátrán északkelet-délnyugat irányban áthaladó törésrendszer mentén helyezkednek el. A vető névadója a Recsk és Sirok között emelkedő Darnó-hegy, ahol triász mészkő, radiolarit és agyagpala, valamint szintén középidei bazalt párnalávák, néhol pedig óidei (felső perm) mészkőtömbök is találhatók.
A Mátra északi lábánál sok helyen eocén vulkáni és karbonátos rétegek települnek a középidei képződményekre; többségüket fúrásokból ismerjük, de a Keleti-Mátrától északra felszínre is bukkannak. Ezek a kőzetek a periadriai vulkanizmushoz köthetők, amely az Alpok déli előterében játszódott le. Vízszintes tektonikus mozgásokkal kerültek mai helyükre, a valódi mátrai vulkánossághoz tehát nincsen közük. Ennek az időszaknak képviselője az a magmás intrúzió (benyomuló kőzettest) is, amelyhez a recski szkarnos ércesedés is kapcsolódik.
Az oligocén kor jellegzetes üledékei (budai márga, tardi agyag, kiscelli agyag) a Mátralábát helyenként több száz méter vastagságban fedik. Rétegeik a szén-dioxidban és kénhidrogénben gazdag forrásvizek – a csevicék – anyakőzetei. A kiscelli agyagba néhol tufa- és tufitrétegek települnek, de ezek sem a mátrai, hanem egy távolabbi tűzhányó termékei lehettek. A kiscelli agyag felett már a miocén kezdetéről származó glaukonitos homokkő, a parádi slír és konglomerátumrétegek találhatók: ez utóbbi legtöbb helyen a miocén vulkáni kőzetek feküje.

### A miocén vulkánosság

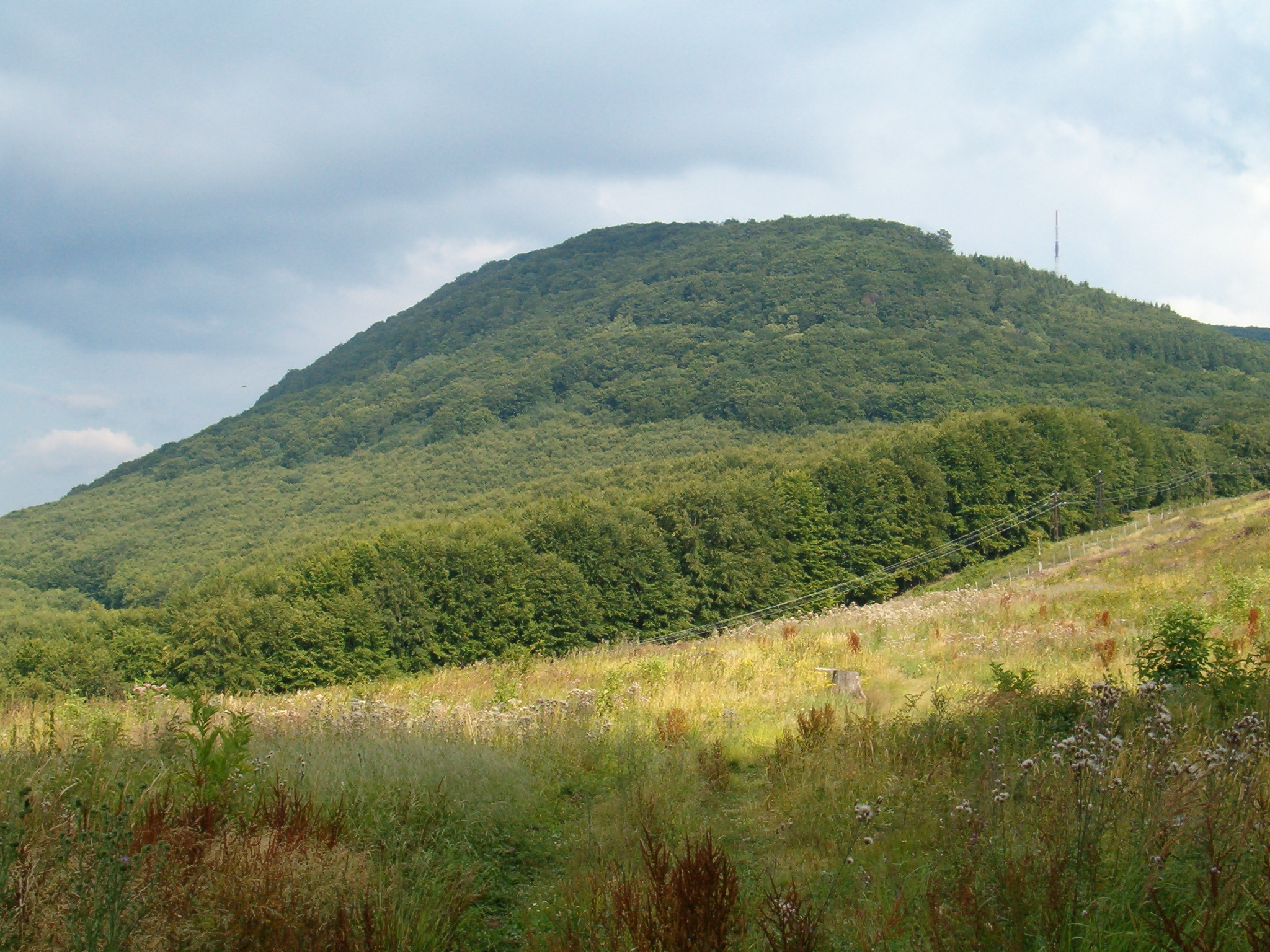
A Sombokor meredek oldalú tömbje a Kékestől északnyugatra

A Mátra fő tömegét a középső miocén (bádeni) piroxénandezit, andezittufa és vulkáni agglomerátum váltakozásából álló több száz méter vastag rétegvulkáni kőzetösszlet adja. A vulkáni tevékenység mozgatórugója a Kárpát-medence térségét alkotó két kőzetlemez, az Alcapa és a Tisza-Dácia egymás mellé kerülése volt. Az összetartó, forgó mozgást végző tektonikus lemezek vándorlását nem szubdukció (alábukás), hanem tágulásos folyamatok kísérték: ezen időszakok alatt juthatott felszínre a kalciumdús magma. A mintegy 21 millió éve, a miocén első részében kezdődött belső-kárpáti mészalkáli vulkánosság egészen a pleisztocénig tartott. A Mátra 13-18 millió évvel ezelőtt alakult ki a kontinensünk geológiai fejlődéstörténetében is jelentősnek számító eseménysor részeként.
A miocén vulkánosság bevezető szakaszaként ismert robbanásos jellegű, „savanyú” (SiO2-ban gazdag magmákat felszínre juttató) vulkanizmus kőzetei itt is megtalálhatók. Az alsó-, középső- és felső-riolittufa gyűjtőnéven besorolt piroklasztitok közül a Mátrában a középsőt azonosították be. Helyi változata viszonylag kevésbé nagy szilíciumtartalma miatt a tari dácittufa elnevezést kapta, amelynek pontos korát nem ismerik: keletkezési ideje 15-18 millió év között lehet. Részben szárazföldi, részben víz alatt lerakódott ignimbritként fordul elő 500-600 méteres magasságig a nyugati és a keleti részeken egyaránt. Mivel viszonylag magasabb területeken is megtalálható, biztos, hogy alapvető szerepe volt a hegység szerkezetének kialakulásában. A legvalószínűbb forgatókönyv szerint heves és hosszan tartó kitöréssorozatról lehetett szó, amely egy kalderabeszakadással végződött. A másik lehetőség, hogy a Mátra dél felé történt kibillenése okozza a tufás kőzetösszlet kiemelt földrajzi helyzetét.
A Mátra mai formakincsét is meghatározó andezites lávatakaró a tari dácittufa kialakulásával nagyjából egy időben vagy 1-2 millió évvel később, a miocén intermedier vulkanizmus során jött létre. Az andezites, tehát közepesen nagy SiO2-tartalmú magma képződése a lemezalábukáshoz köthető: a felszínről alábukó lemez nagy illóanyag-tartalma felfelé áramolva átitatja a felette lévő köpenyrészt. A köpenymetaszomatózisnak is nevezett folyamattal lecsökken a köpeny anyagának olvadáspontja, tehát könnyebben alakulhat ki a magma. Az ekkor keletkező olvadék még bazaltos összetételű, de mire bonyolult magmakeveredési és differenciációs (elkülönülési) folyamatokon keresztülmenve a felszín közelébe kerül, egyre inkább andezites jellegű lesz. Az andezites láva – a riolitos-dácitoshoz képest – már kevésbé heves, explozív helyett effuzív kitörések alkalmával jut napvilágra, amelyek nem járnak kalderaképződéssel. Ilyenkor – így a Mátra esetében is – inkább a nagy területű lávatakarók jellemzőek.
Az andezitvulkánosság befejeződésével a Gyöngyöspata és Szurdokpüspöki közötti medencében kovaföld (diatomit), majd lajtamészkő ülepedett le, majd a miocén vulkanizmus zárásaként hegység déli peremén még működött néhány kisebb riolitvulkán (egyik maradványa a Kis-hegy dagadókúpja Gyöngyössolymosnál).

### A Mátra vulkánmorfológiája

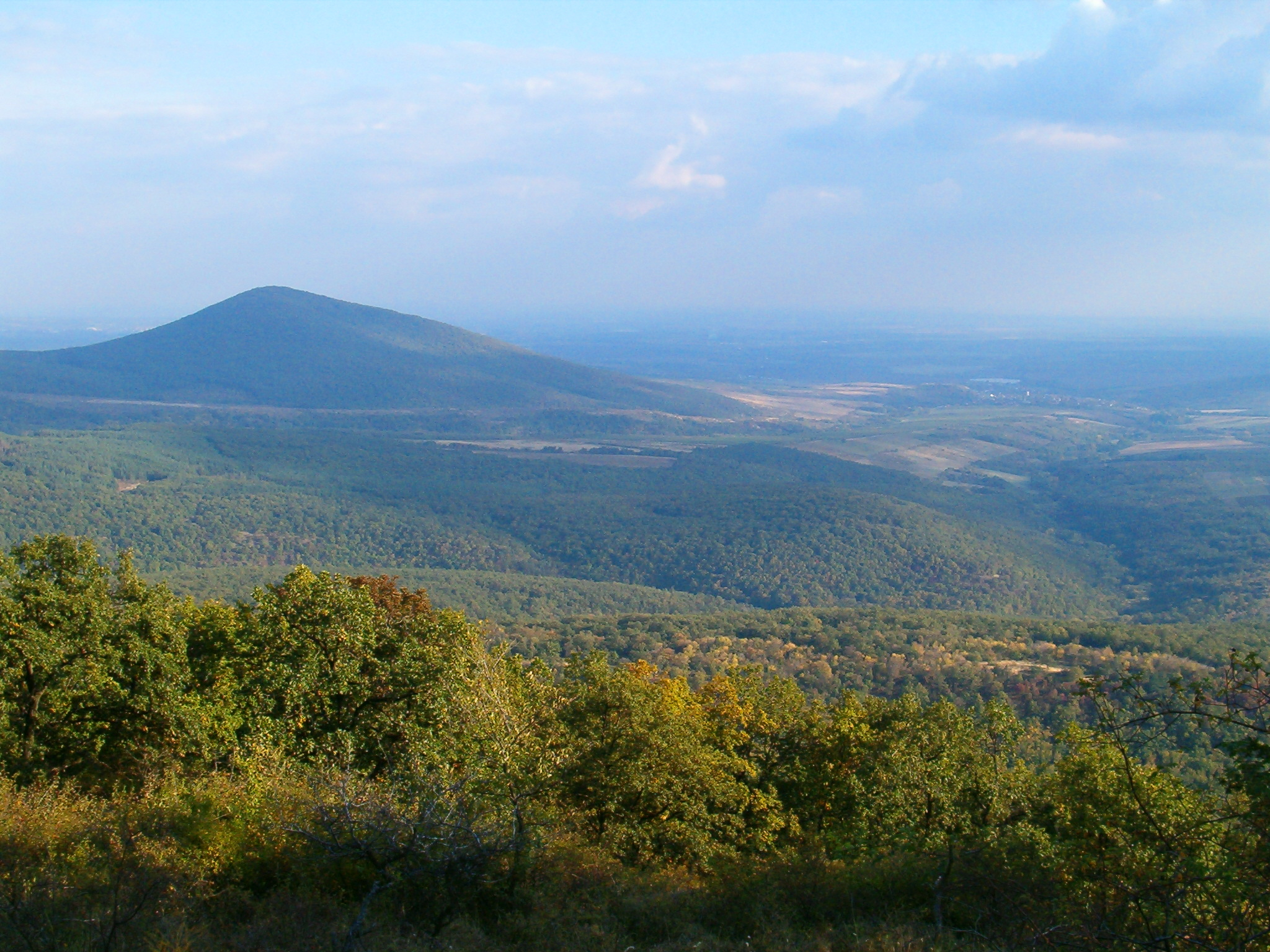
A Havas (599 m) vulkáni kúpja Gyöngyöspatától északra

A vulkanológusok között az utóbbi évtizedekben vita folyt a hegységben feltételezett kitörési központok helyéről, illetve a mátrai kaldera vagy kalderák méretéről. Korábban a Mátra egészére kiterjedő kalderát feltételeztek, melynek központja a gyöngyösoroszi ércesedés lett volna. Később a Nyugati-Mátrát, mint lehetséges kalderaperemet elvetették: űrfelvételek vizsgálata alapján egy 13 km átmérőjű kalderát valószínűsítettek, amelynek határait a Havas (599 m)-Tót-hegyes (815 m)-Piszkés-tető (945 m)-Galya-tető (965 m)-Csór-hegy (738 m)-Sár-hegy (500 m) vonalon húzták meg. Egyes nézetek szerint az andezit-lávatakarót kis, önálló kitörési központok hozták létre; kalderának ebben nem feltétlen volt szerepe.
A legújabb vulkanológiai, vízhálózat-elemző és geofizikai módszereket is felvonultató vizsgálatok is ezt a – legalábbis részben – kalderamentes álláspontot támasztják alá. A hegységben három krátermaradványt sikerült rekonstruálni, a nagy kaldera vagy kalderák létezése azonban egyelőre nem bizonyított. A kráterek közül kettő a Keleti-Mátrában található: a kékesi (Négyeshatár-Hidas-bérc-Kékes-Sas-kő-Markazi-kapu-Hegyes-tető) és a nagy-szár-hegyi (Kis-Szár-hegy-Nagy-Szár-hegy-Oroszlánvár-Jóidő-hegy). A harmadik azonosított krátermaradványt a Galya-tetőről délre, a Csukás- és a Cseternás-patak völgyfőinél tételezik fel. Az innen nyugatra eső vonulatok viszont már nem az elsődleges vulkáni formakincset tükrözik; az eredeti formákat erősen átalakították a tektonikus mozgások és az erózió. A Nyugati-Mátrában délkeleti irányú hatalmas, tektonikus eredetű csuszamlások nyomait mutatták ki. E mozgásokra már vulkáni tevékenység megszűnte után kerülhetett sor a hegység kibillenésével párhuzamosan. Tovább formálta a terület arculatát a mai Kövicses-patak völgyében futó oldalelmozdulásos vető. A lávatakarókat létrehozó kiömléses kitörési központok mellett az erőteljes geomorfológiai átalakulás miatt ugyanakkor nem zárható ki teljesen a kalderák léte sem, bár ezek hozzávetőleges elhelyezkedése is igen nehezen lenne bizonyítható.

## Földrajza

### A hegység mai felszíne

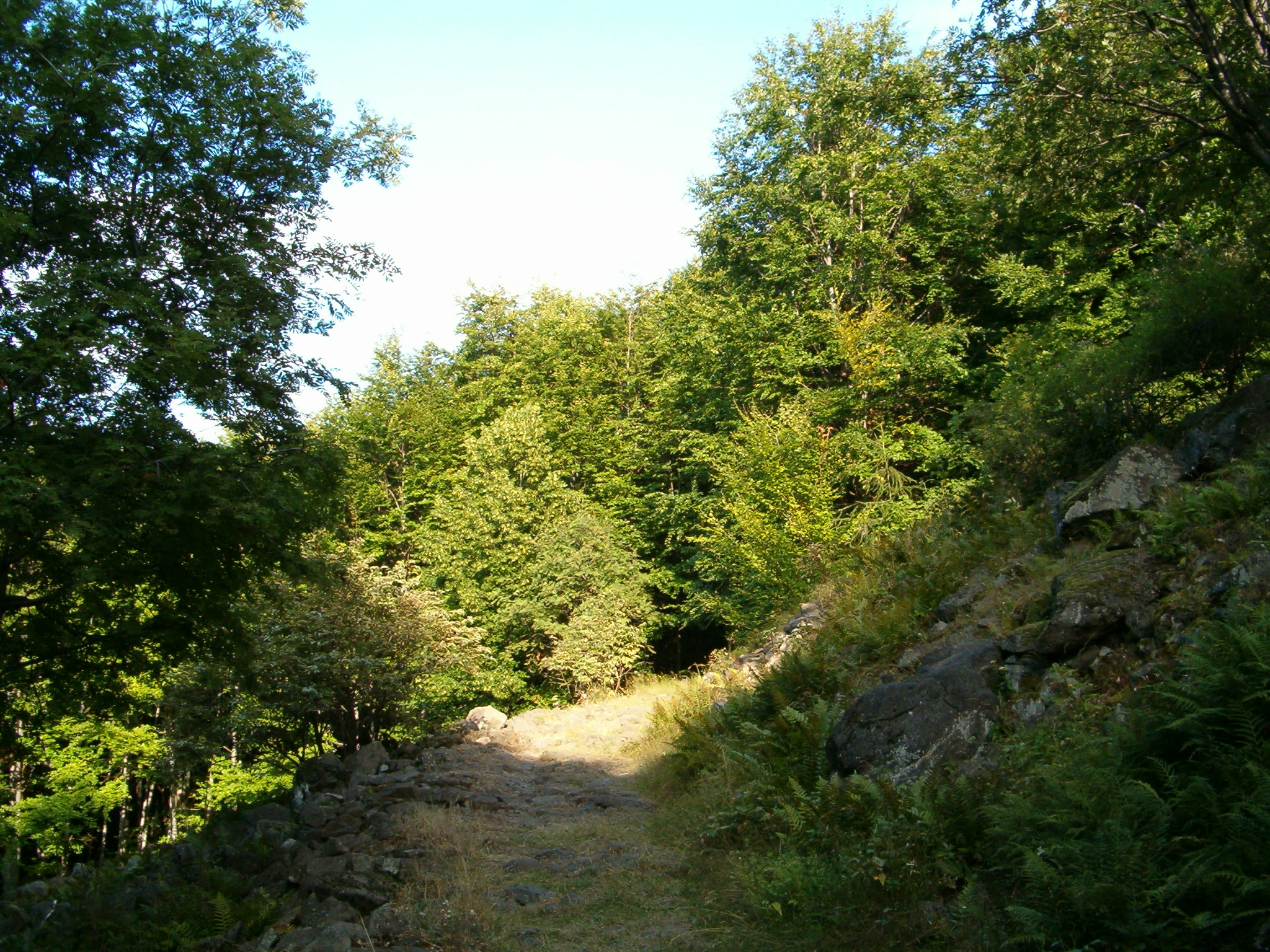
Apró tisztás a Kékes északi lábánál

A miocén korban kialakult elsődleges vulkáni formák a pliocénra lepusztultak, a folyóvízi erózió völgyekkel szabdalta fel a hegységet. A Mátra dél felé billent, aszimmetrikus felszínét a déli oldalon lankás, hosszú hátak, déli-délkeleti futású völgyek tagolják. A meredek északi lejtőket viszont suvadások, andezitlávából, lávabreccsából álló kipreparálódott sziklák és kőtengerek jellemzik. A főgerinc közelében lévő sziklaképződmények (Szamár-kő, Sas-kő, Disznó-kő) kemény, ellenálló anyaguknak köszönhetik fennmaradásukat. A periglaciális kőtengerek a legutolsó jégkorszakok során aprózódással jöttek létre, amire nevük is utal (periglaciális = jégtakaróhoz közeli). A Mátrában található Magyarország legnagyobb reliefenergiájú területeinek egy része: a relatív szintkülönbség a négyzetkilométerenkénti 350-400 métert is meghaladja a Kékestől keletre, délkeletre, de nem sokkal marad el ettől a Nyugati-Mátrában a Nyikom hegycsúcs (764 m) környéke sem. Viszonylag kevésbé tagolt – egyúttal nagyobb átlagmagasságú az Ágasvártól a Galya-tetőig terjedő Mátrabérc: a hegység 30 legmagasabb csúcsa közül 21 itt emelkedik.
A délre fekvő Mátraalja lankásabb, kiterjedtebb; fokozatosan simul bele az Alföld részét képező Gyöngyösi-medencébe. A Mátralába 250–400 m magas pliocén végi-pleisztocén hegylábfelszíne jóval sűrűbben szabdalt. Mindkét átmeneti térséget kisebb vulkáni kúpmaradványok színezik, melyek közül csaknem eredeti állapotában maradt meg a verpeléti Vár-hegy. A parazitakráter-szerű képződmény azonban a kőbányászatnak köszönheti mai formáját: a kőzetanyag kitermelése során az egykori vulkán belső szerkezete is feltárult. Az utóvulkáni működés tanúi a Mátraalja hidrokvarcit gejzírkúpjai (Asztag-kő, Bába-kő). Egykor vulkanikus eredetűnek tartották a Mátraháza közelében lévő Hórakó nevű mélyedést. A hűvös mikroklímájú, tölcsérszerű, 15 mély katlan azonban beomlással, csuszamlással keletkezett. Nevét a benne sokáig megmaradó hóról kapta.
Más vulkanikus eredetű hegységekhez képest viszonylag sok barlang, sziklaüreg ismert a Mátrában. A tektonikus eredetű Csörgő-lyuk a leghosszabb közülük: dácittufában kialakult folyosói összesen 428 méter hosszúak, 30 méter mélységbe nyúlnak. Ismert és híres barlang még a Gyula-barlang is, az egyetlen Mátrában található barlang, amiben ásatás is folyt.
A gazdag érctelepek és a kiváló építőanyagnak számító andezit miatt már a középkorban több bányát nyitottak a hegységben. Sebhelyeik (Gyöngyösoroszi, Recsk) a rekultiváció ellenére ma is meghatározzák a tájképet. A Mátra déli lábánál 7-8 millió éve, a miocén végén létrejött állóvizekben – az egykori Pannon-tó öbleiben – óriási lignittelepek keletkeztek, amelyeket Visonta térségében – „antropogén tájat” kialakítva – külszíni fejtéssel bányásznak.
| Csúcs neve       | Magassága | Csúcs neve        | Magassága | Csúcs neve   | Magassága |
| ---------------- | --------- | ----------------- | --------- | ------------ | --------- |
| Kékes            | 1014 m    | Győr-hegy         | 831 m     | Kuruc-bérc   | 787 m     |
| Hidas-bérc       | 973 m     | Kis-Sas-kő        | 830 m     | Som-tető     | 787 m     |
| Galya-tető       | 965 m     | Nagy-Átal-kő      | 823 m     | Kis-Átal-kő  | 785 m     |
| Piszkés-tető     | 945 m     | Oszicsinszki-hegy | 821 m     | Som hegyese  | 783 m     |
| Lengyendi-galya  | 936 m     | Tót-hegyes        | 815 m     | Sebestyénvár | 783 m     |
| Sas-kő           | 898 m     | Nyesettvár        | 813 m     | Vörös-kő     | 781 m     |
| Kút-hegy (Narád) | 880 m     | Muzsla            | 805 m     | Kis-galya    | 778 m     |
| Darázs-hegy      | 846 m     | Teréz-hegy        | 792 m     | Pelyhes-tető | 767 m     |
| Mogyorós-orom    | 842 m     | Ágasvár           | 789 m     | Nyikom       | 764 m     |
| Galyavár         | 837 m     | Kis-kő            | 787 m     | Óvár         | 753 m     |

### Éghajlata

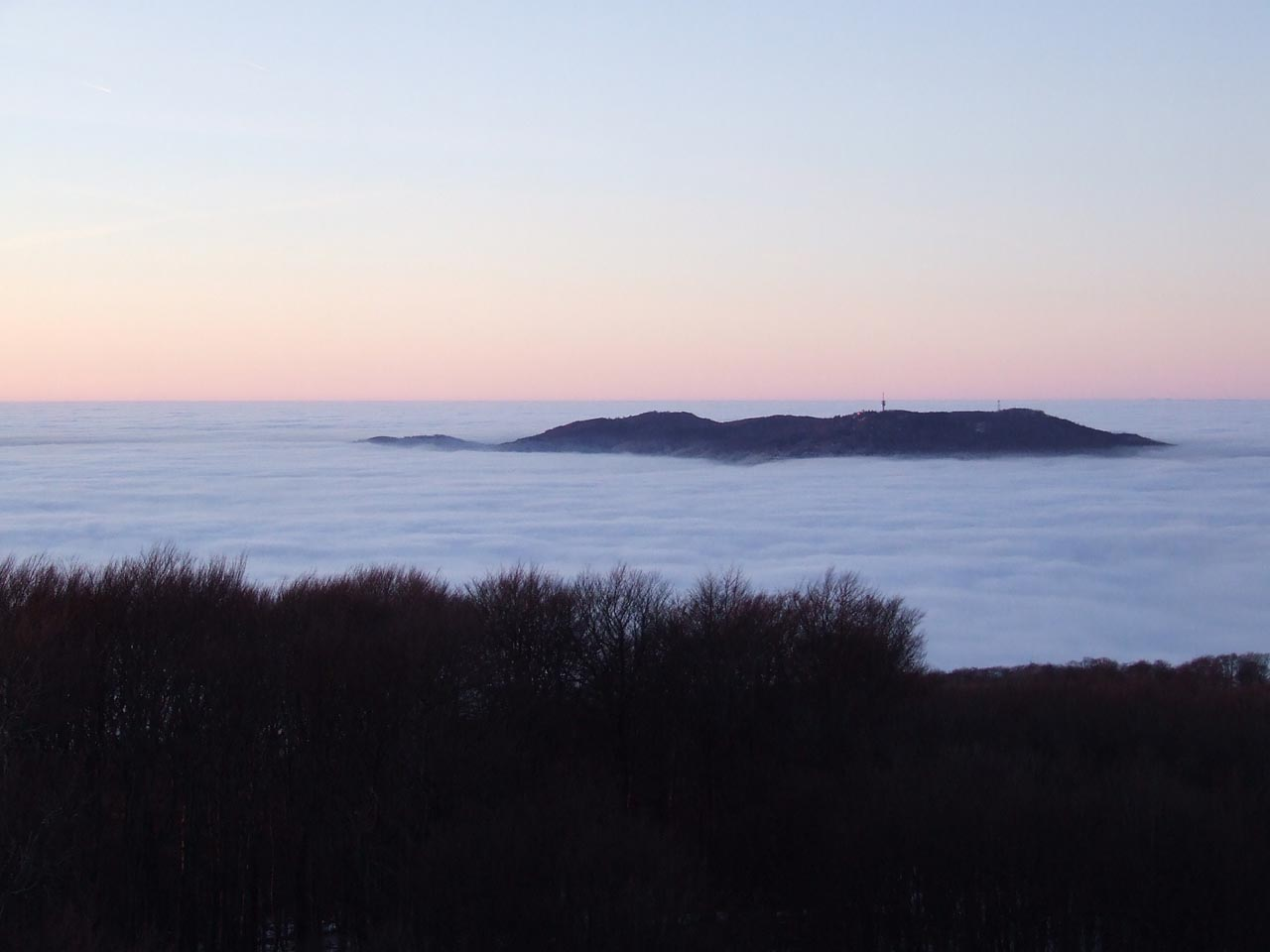
A hideg légpárnából kiemelkedő Galya-tető a Kékes felől

A Mátra éghajlata a nagy relatív szintkülönbségek miatt mérsékelt övi hegyvidéki jellegű. Legmagasabb részei a szomszédos Alföldhöz képest jelentősebb előhegyek nélkül emelkednek 800-900 méterre, ezért a hegység déli oldalán különösen jól megfigyelhető a vertikális klimatikus tagoltság. Más hegységeinkhez hasonlóan a Mátrára is jellemző a mozaikszerű mikroklíma, amelynek oka a változatos domborzat és növényzet. Az évi középhőmérséklet felfelé haladva 0,3-0,4 °C-kal csökken 100 méterenként: a Gyöngyösi-medence 10 fokot meghaladó értékeivel szemben a Kékesen a 6 °C-ot sem éri az éves átlag. A hőmérséklet csökkenésével párhuzamosan egyre kiegyenlítettebbé válik a klíma; a környező völgyekkel, medencékkel ellentétben a hegytetőkön csak nagy ritkán süllyed −20 °C alá a minimum-hőmérséklet.
Az évi átlagos csapadékmennyiség a tagolt felszín következtében igen változatos, a kevés csapadékmérő állomás adatai csak kisebb területre vonatkoztatva tekinthetők helyesnek. A legkevesebb csapadék a délkeleti fekvésű szélvédett völgyekben hullik (500–550 mm), míg a csúcsrégiókban 800 mm körül van az átlag, de az 1000–1100 mm-es éves összegek sem ritkák. Az utóbbi évtizedek enyhe átlaghőmérsékletű teleinek hatására sokat romlottak a hegység hóviszonyai, a kékesi hivatalosan mért hóréteg egyes szezonokban (1995–1996, 2004–2005, 2005–2006) azonban ma is megközelíti a méteres vastagságot. A legnagyobb hótakarót (146 cm) 1963. február 21-én mérték.
Télen gyakori jelenség a hőmérsékleti inverzió, amikor a Kárpát-medencében nyugalomba jutott hideg levegő fölé anticiklonális helyzetben viszonylag enyhe légtömeg áramlik. Ekkor a 600-800 méter feletti régiókban melegebb van, mint a hegység lábánál. A jelenséghez gyakran társul vastag rétegfelhőzet, amelyből csak a legmagasabb hegytetők emelkednek ki.
Meteorológiai megfigyeléseket már 1925-től végeztek Galyatetőn, a II. világháború alatt elpusztult turistaházban. A Kékesen a szanatórium építésének megkezdésével egyidőben, 1932 óta végeznek méréseket. A ma is működő állomás – amelynek adatait a körzeti időjárás-jelentésben naponta hallhattuk – 1962-től üzemel. A csúcson létesített állomás különleges fekvése folytán számos időjárási rekorddal járult hozzá a hazai éghajlati adatsorokhoz:
| Meteorológiai elem                                                   | Értéke  |
| -------------------------------------------------------------------- | ------- |
| Legalacsonyabb évi középhőmérséklet (sokévi átlagban; 1971–2000)     | 5,6 °C  |
| Legalacsonyabb évi középhőmérséklet (1980)                           | 4,2 °C  |
| 48 órás legnagyobb csapadékösszeg (1958. június 11–12.)              | 288 mm  |
| Csapadékos napok évi átlagos számának maximuma (>=0,1 mm; 1971–2000) | 147 nap |
| Hótakarós napok maximális száma (1943–44)                            | 154 nap |
| Legalacsonyabb relatív nedvesség (1994. december 2.)                 | 3%      |
| Évi ködös napok maximális száma (1970)                               | 221 nap |

### Vízrajza

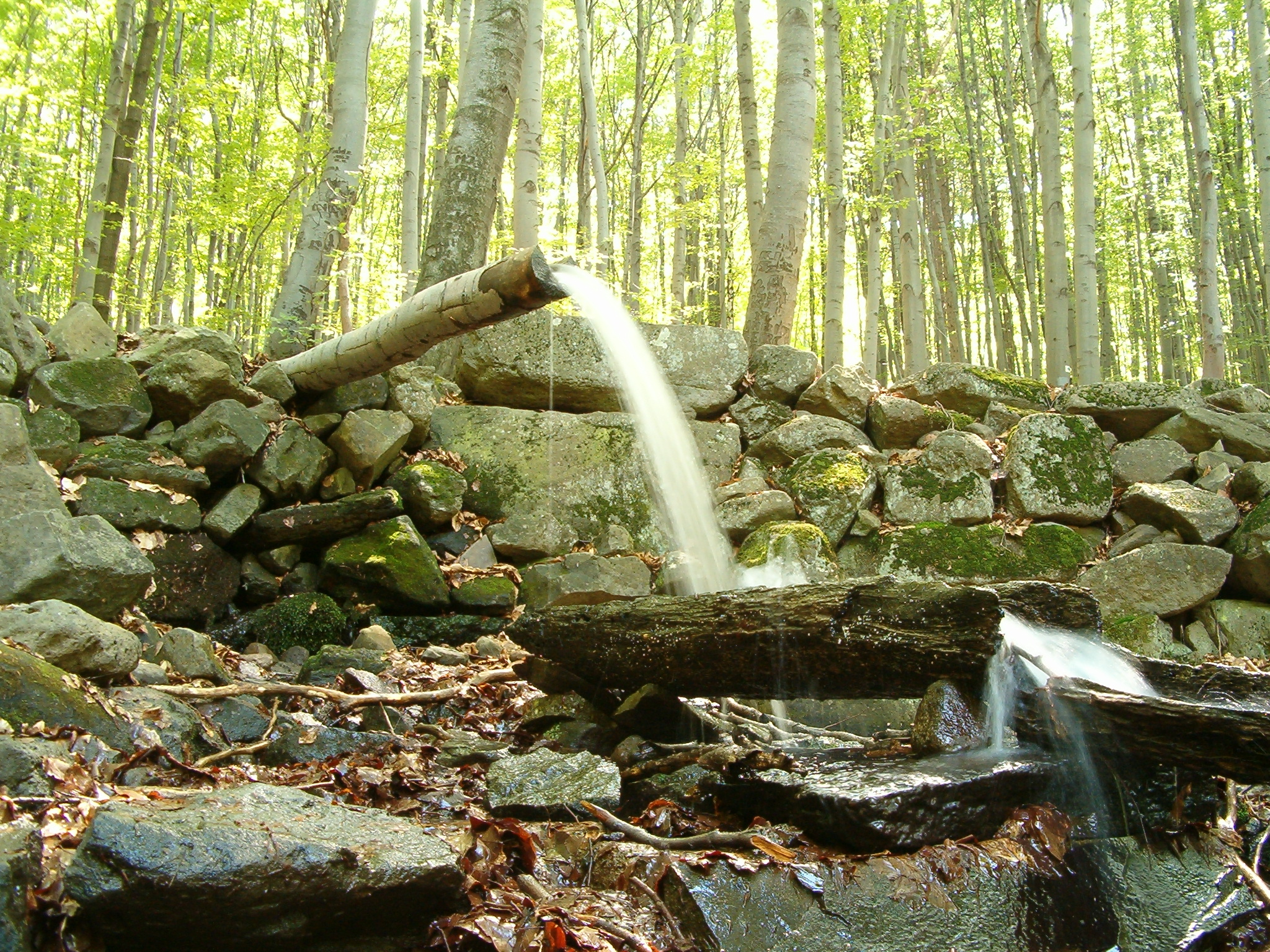
A Nagy-forrás kifolyója a Pisztrángos-tó mellett

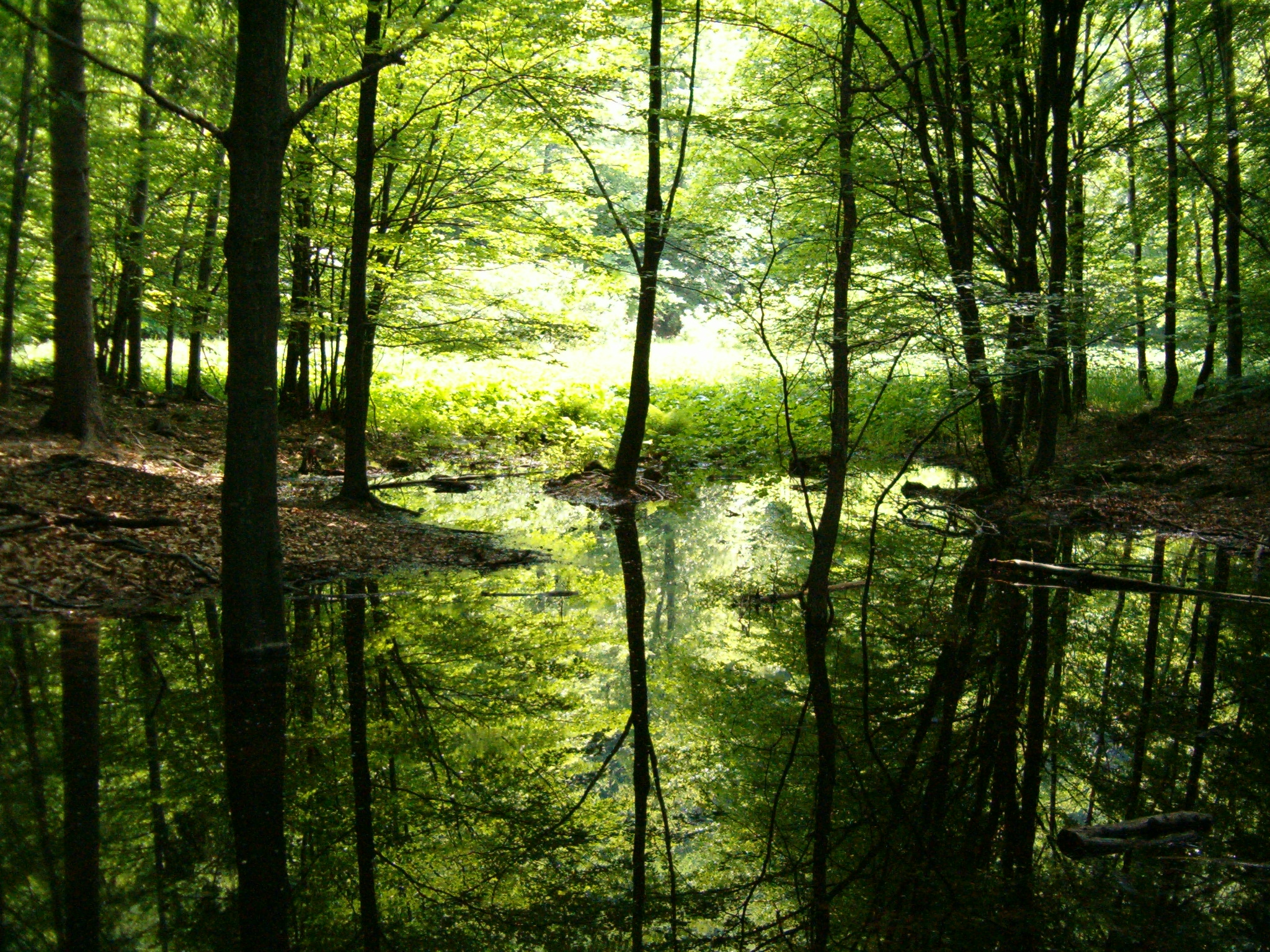
A Kőris-mocsár

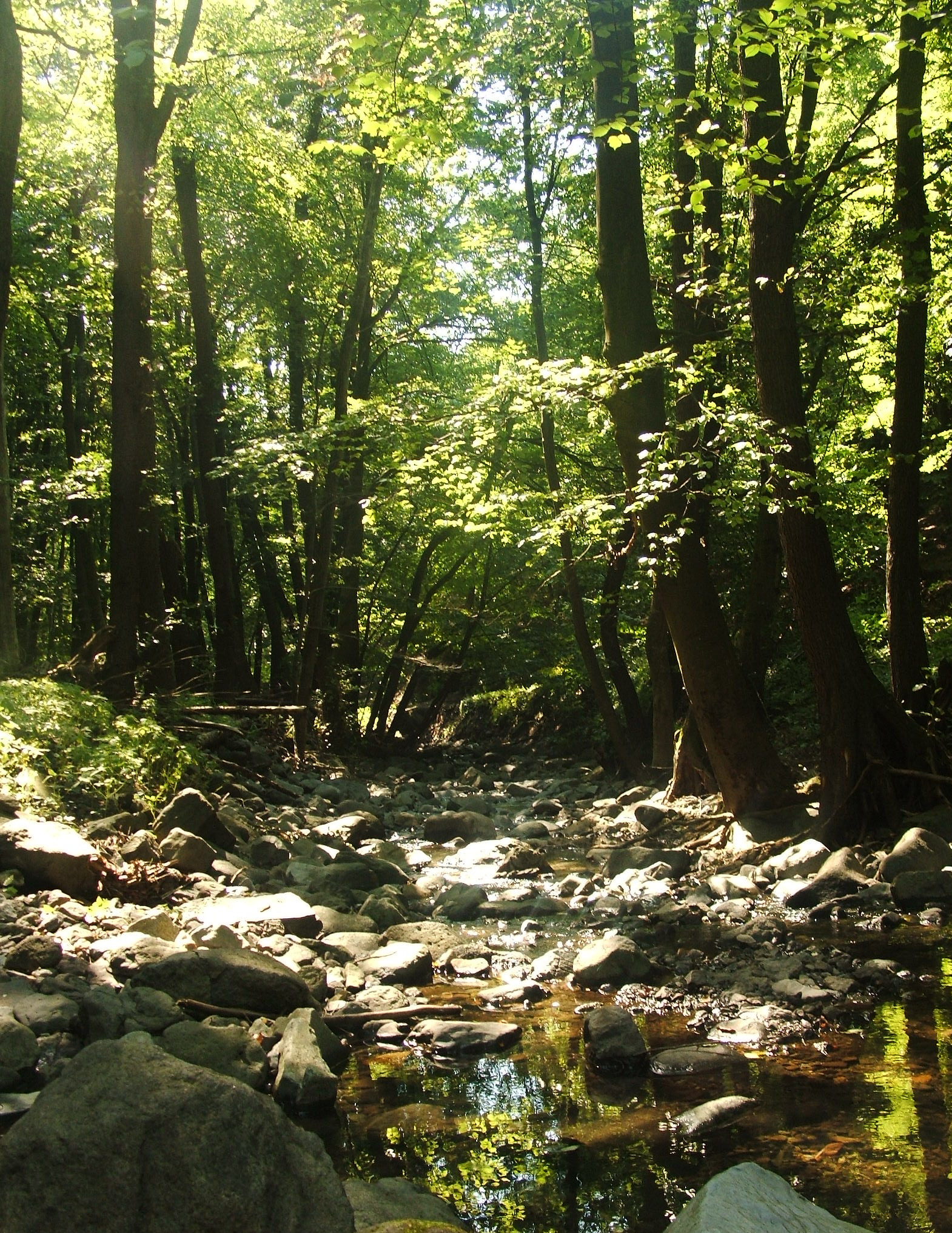
A Csörgő-patak

A bővebb csapadék és jó lefolyási viszonyok miatt a hegység forrásokban gazdag, vízhálózata nagyon sűrű. A 360 ismert forrás többségének vízhozama azonban igen változó, nagyban függ a csapadék mennyiségétől. 47 forrás hozama éri el a 10 liter/perc mennyiséget; legbővizűbb közülük a Kékes északi oldalában a Pisztrángos-tavat tápláló Nagy-forrás (20 l/perc). Az 1900-as évektől a szerveződő turistamozgalomnak köszönhetően számtalan forrást foglaltak, néhányat pedig kommunális célokra fogtak be. A Mátrában, a Kékestől délkeletre, 960 méteres magasságban található hazánk legmagasabban fakadó forrása, a Disznó-kút.
A meredekebb lejtésviszonyok következtében a Mátra központi részén a 30%-ot is eléri a fajlagos lefolyás (azaz a hulló csapadék akár 30%-a is lefolyhat; a hazai síkvidéki átlag 3-6%). Ez az érték évi 200 milliméternyi eső patakmedrekbe jutását jelenti, tehát minden esztendőben egy-egy négyzetkilométerről 200 ezer m³ víz táplálja a térség két kisebb folyóját. A hegység nyugati határán folyó Zagyva 62, a keletre lévő Tarna 46 kisebb-nagyobb vízfolyás vizét szállítja a Tiszába. A patakok többségére – különösen a felső szakaszukra – nagy esés jellemző. A tavaszi hóolvadás és a nyári záporok alkalmával nagy mennyiségű hordalékot is szállítanak, aszályos időszakban viszont sokszor kiszáradnak. A patakok vízjárása rövid medrük miatt igen érzékeny a csapadékszélsőségekre; árhullámaik meglepően nagyok lehetnek, ugyanakkor a legtöbb esetben gyorsan levonulnak. A hirtelen áradások 150-200-szorosára növelik meg a vízfolyások vízhozamát az átlagos vízmennyiséghez képest. A lezúduló víz ilyenkor hatalmas pusztítást hagy maga után; ez történt például 1999 és 2005 tavaszán Mátrakeresztesen. Kevés vízesés található a hegységben: legjelentősebb a Parádfürdőtől délre található Ilona-völgyi-vízesés.
A Mátrában nagyon kevés a természetes eredetű állóvíz. Elsősorban a Kékes tömbjétől északra maradtak meg kisebb vízfelületek: ilyen a Pisztrángos-tó és a Kőris-mocsár láprétje, valamint az Ilona-völgy felett, nehezen megközelíthető helyen fekvő Fekete-tó. Utóbbi kettő medrében már alig csillog szabad víztükör, felületük nagy részét benőtte a vegetáció.
Az egykori Nagy-Sás-tóból alakították ki 1960-ban a Mátra legismertebb állóvizét, a Sás-tót. Az 510 méteren fekvő fennsík mocsaras láprétjét 1-2 méter mélyen kotorták ki, a kitermelt anyagból hozták létre a tó kis „szigeteit”. Az 1960–1970-es években több nagy völgyzárógátas víztározót létesítettek a Mátrában; ma ezek biztosítják a térség ivóvízellátását. 1967-ben épült a Kövicses-patak vizét visszatartó Hasznosi-víztározó, majd 1976-ban helyezték üzembe a Csór-réti-tározót. Szerepük a felhőszakadások okozta hirtelen árhullámok csökkentésében is jelentős.

### Növényzete

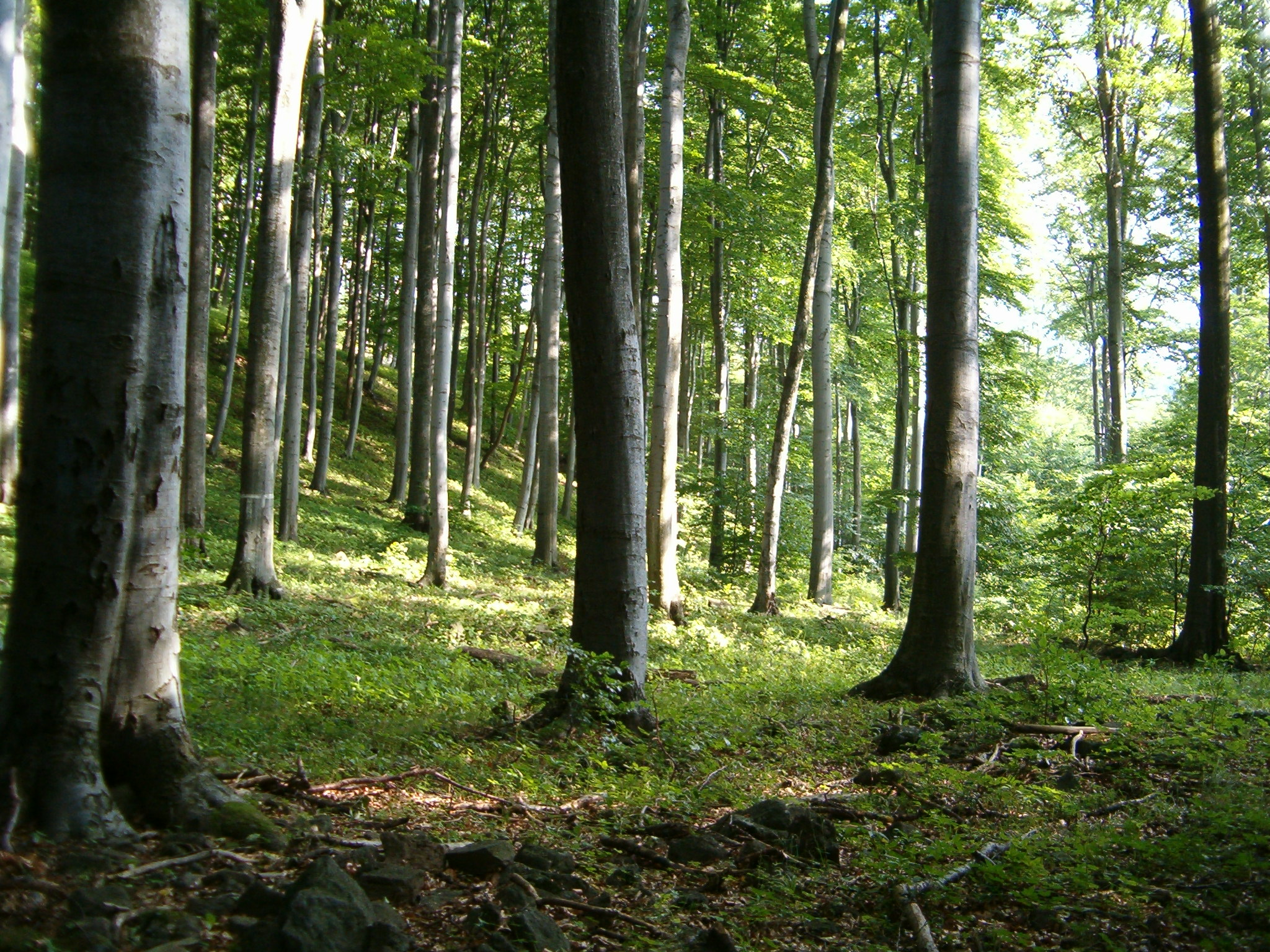
Bükkös a Sombokor tövében 780 méter magasságban

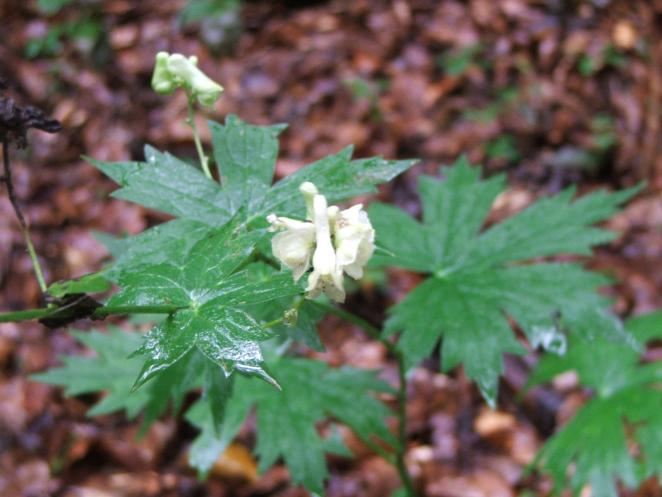
farkasölő sisakvirág (Aconitum vulparia)

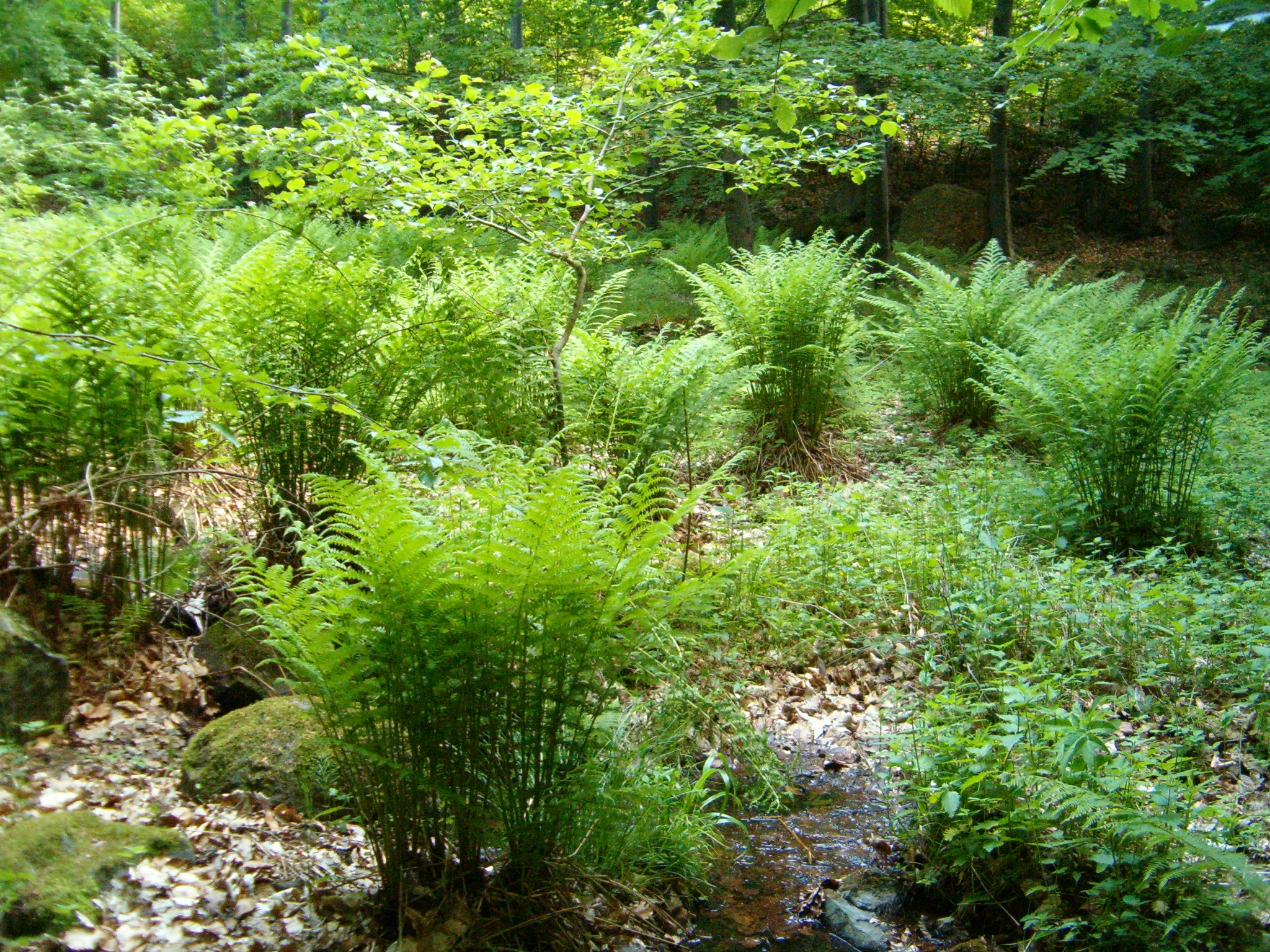
Páfrányok a Kőris-mocsár közelében

Az éghajlat magasság szerinti változásainak megfelelően az Agriense flórajáráshoz tartozó hegység növényzetében is övezetesség figyelhető meg, ám ez eltérően jelentkezik a déli illetve északi kitettségű hegyoldalakon. A Mátrát – eltekintve a peremterületektől és a Mátraalja kultúrtájától – 75-80%-ban erdő borítja. Változatos erdőtársulásai közül a cseres-tölgyesek vannak a legalacsonyabban. Ezeket északon 550 m, délen 650 m körül gyertyános–tölgyes, majd fokozatosan tiszta bükkerdő váltja föl. A Magyarországon ritka ún. montán bükkösök néhány foltja a Mátrában is megtalálható a Kékes, a Galya- és a Piszkés-tető 900 méter feletti, északi lejtőzónájában. A hegység többnyire lucfenyő uralta tűlevelű erdői mind telepítettek.
Az északi hűvös lejtőkön a hidegebb klímaperiódusok reliktumaiként magashegységi növényfajok is élnek. A montán bükkösök bővelkednek ilyen flóraelemekben:
- havasi rózsa (Rosa pendulina)
- pávafarkú salamonpecsét (Polygonatum verticillatum)
- farkasölő sisakvirág (Aconitum vulparia)

A hársas törmeléklejtő-erdők és szurdokerdők jellegzetes növényei:
- havasi iszalag (Clematis alpina)
- erdei holdviola (Lunaria rediviva)
- hármaslevelű macskagyökér (Valeriana tripteris)
- szőrös vesepáfrány (Polystichum braunii)
- karéjos vesepáfrány (Polystichum aculeatum)
- szirti páfrány (Woodsia alpina)
- lila csenkesz (Festuca amethystina)

A sziklákon a Parmelia conspersa nevű zuzmó az úttörő faj. A sziklák repedéseiben az áttelelő levélzetű, alig 10 cm-es északi fodorka (Asplenium septentrionale), a szürke levelű, fehér vagy rózsaszínes pártájú, 30 cm körüli magasságú fürtös kőtörőfű (Saxifraga paniculata), a sárga kövirózsa (Sempervivum globiferum subsp. hirtum) és a varjúhájfajok telepednek meg. A Keleti-Mátrában, a Gazos-kő sziklafalán fordul elő kizárólag az alacsony termetű szirti sziklaiternye (Aurinia saxatile).
A vékony termőtalajú andezitsziklákon nyílt sziklagyep alakul ki, a vastagodó talajon pedig fokozatosan záródó sziklagyep nő, amely gyöngyvesszős cserjésekkel szomszédos. Növényeik:
- sziklai csenkesz (Festuca pseudodalmatica),
- magyar perje (Poa pannonica subsp. scabra),
- szirti gyöngyvessző (Spiraea media),
- mátrai madárbirs (Cotoneaster matrensis).

A Mátra fajgazdag hegyi rétjein előfordul többek között:
- kornistárnics (Gentiana pneumonanthe),
- fekete kökörcsin (Pulsatilla pratensis subsp. nigricans),
- gömböskosbor (Traunsteinera globosa)
- réti kardvirág (Gladiolus palustris).

A vizes, nedves helyeken különlegesség a hegyi perje (Poa remota), amelynek egyetlen hazai előfordulási helye a Kőris-mocsár. Közelében a tavaszi időszakban vízzel borított cseres-tölgyesben virágzik a mocsári kockásliliom (Fritillaria meleagris), amely a Mátrában csak itt fordul elő.
A Mátra déli oldalán, a lejtőlábi melegkedvelő tölgyesek és a tatár juharos lösztölgyesek átmeneti állományokat alkotnak, erdős-sztyepp elemekkel (például Dobogó-hegy Mátrafüred felett). A szártalan bábakalács (Carlina acaulis) is előfordul a Mátraszentimre környékén.
Igazi növénykülönlegesség a világon egyedül a Mátrában élő juharfaj, a mátrai juhar (Acer acuminatilobum). Parádsasváron mindössze egy példány él a fából, amit Papp József talált 1952-ben. Nemrég megtalálták a Mátraalján is, Aldebrő község északnyugati határában, ahol öt középkorú példány áll az erdő szélén. A ma ismert nemzetségtársaitól eltérő leveleket hajtó juharfa legközelebbi rokonai a földtörténeti miocén korban, mintegy 15-20 millió évvel ezelőtt éltek a levéllenyomatok tanúsága szerint; innen kapták a ma élők az „ősjuhar” elnevezést.
A Mátrában a következő növényfajok is megtelepedtek:
- közönséges jegenyefenyő (Abies alba)
- hegyközi cickafark (Achillea crithmifolia)
- méregölő sisakvirág (Aconitum anthora)
- farkasölő sisakvirág (Aconitum vulparia)
- nyári hérics (Adonis aestivalis)
- tavaszi hérics (Adonis vernalis)
- pézsmaboglár (Adoxa moschatellina)
- kecskebúza (Aegilops cylindrica)
- szagos párlófű (Agrimonia procera)
- szürkészöld palástfű (Alchemilla glaucescens)
- kecses palástfű (Alchemilla micans)
- közönséges palástfű (Alchemilla monticola)
- gyíkhagyma (Allium angulosum)
- vöröses hagyma (Allium marginatum)
- bunkós hagyma (Allium sphaerocephalon)
- cingár gombafű (Androsace elongata)
- parlagi macskatalp (Antennaria dioica)
- közönséges harangláb (Aquilegia vulgaris)
- hegyi homokhúr (Arenaria procera)
- kereklevelű kapotnyak (Asarum europaeum)
- hibrid fodorka (Asplenium × alternifolium)
- kövi fodorka (Asplenium ruta-muraria)
- réti őszirózsa (Aster sedifolius)
- nagy völgycsillag (Astrantia major)
- harangcsillag (Asyneuma canescens)
- erdei sédbúza (Avenella flexuosa)
- homoki seprűfű (Bassia laniflora)
- kis holdruta (Botrychium lunaria)
- ágas rozsnok (Bromus ramosus)
- vöröslő buvákfű (Bupleurum affine)
- tejelő buvákfű (Bupleurum praealtum)
- erdei pereszlény (Calamintha sylvatica)
- tavaszi mocsárhúr (Callitriche palustris)
- vetési gomborka (Camelina microcarpa)
- dárdás nádtippan (Calamagrostis canescens)
- halvány harangvirág (Campanula cervicaria)
- keserű kakukktorma (Cardamine amara)
- magyar bogáncs (Carduus collinus)
- fodros bogáncs (Carduus crispus)
- éles sás (Carex acuta)
- bánsági sás (Carex buekii)
- nyúlánk sás (Carex elongata)
- törpe sás (Carex humilis)
- muharsás (Carex panicea)
- bugás sás (Carex paniculata)
- lecsüngő sás (Carex pendula)
- csőrös sás (Carex rostrata)
- szártalan bábakalács (Carlina acaulis)
- sáfrányos szeklice (Carthamus tinctorius)
- Vízi forrásperje (Catabrosa aquatica)
- tüskés ördögbocskor (Caucalis platycarpos)
- hegyi imola (Centaurea montana)
- Sadler-imola (Centaurea sadleriana)
- sáfrányos imola (Centaurea solstitialis)
- Triumfetti-imola (Centaurea triumfettii)
- kardos madársisak (Cephalanthera longifolia)
- mezei fejvirág (Cephalaria transsylvanica)
- közönséges szeplőlapu (Cerinthe minor)
- buglyos zanót (Chamaecytisus austriacus)
- borzas zanót (Chamaecytisus hirsutus)
- élesmosófű (Chrysopogon gryllus)
- halovány aszat (Cirsium oleraceum)
- mocsári aszat (Cirsium palustre)
- magyar aszat (Cirsium pannonicum)
- késeiperje (Cleistogenes serotina)
- havasi iszalag (Clematis alpina)
- réti iszalag (Clematis integrifolia)
- felálló iszalag (Clematis recta)
- pukkanó dudafürt (Colutea arborescens)
- keleti szarkaláb (Consolida orientalis)
- törpe keltike (Corydalis pumila)
- pannon madárbirs (Cotoneaster matrensis)
- fekete madárbirs (Cotoneaster niger)
- fürtös zörgőfű (Crepis praemorsa)
- közönséges magvasodró (Crupina vulgaris)
- erdei ujjaskosbor (Dactylorhiza fuchsii)
- hússzínű ujjaskosbor (Dactylorhiza incarnata)
- széleslevelű ujjaskosbor (Dactylorhiza majalis)
- háromfogfű (Danthonia decumbens)
- farkasboroszlán (Daphne mezereum)
- dunai szegfű (Dianthus collinus)
- réti szegfű (Dianthus deltoides)
- nagyezerjófű (Dictamnus albus)
- erdei fejvirág (Dipsacus pilosus)
- magyar zergevirág (Doronicum hungaricum)
- szálkás pajzsika (Dryopteris carthusiana)
- széles pajzsika (Dryopteris dilatata)
- hegyi pajzsika (Dryopteris expansa)
- piros kígyószisz (Echium maculatum)
- szálkás tarackbúza (Elymus caninus)
- iszapzsurló (Equisetum fluviatile)
- téli zsurló (Equisetum hyemale)
- erdei zsurló (Equisetum sylvaticum)
- óriás zsurló (Equisetum telmateia)
- tarka zsurló (Equisetum variegatum)
- kislevelű nőszőfű (Epipactis microphylla)
- Tallós-nőszőfű (Epipactis tallosii)
- (Eragrostis pilosa)
- keskenylevelű gyapjúsás (Eriophorum angustifolium)
- magyar repcsény (Erysimum odoratum)
- erdei csenkesz (Festuca altissima)
- lila csenkesz (Festuca amethystina)
- deres csenkesz (Festuca pallens)
- virágos kőris (Fraxinus ornus)
- sváb rekettye (Genista germanica L.)
- Szent László-tárnics (Gentiana cruciata)
- mocsári gólyaorr (Geranium palustre)
- fodros gólyaorr (Geranium phaeum)
- (Glyceria nemoralis)
- iszapgyopár (Gnaphalium uliginosum)
- szúnyoglábú bibircsvirág (Gymnadenia conopsea)
- közönséges tölgyespáfrány (Gymnocarpium dryopteris)
- mirigyes tölgyespáfrány (Gymnocarpium robertianum)
- hölgyestike (Hesperis matronalis)
- szomorú estike (Hesperis tristis)
- foltos orbáncfű (Hypericum maculatum)
- hegyi orbáncfű (Hypericum montanum)
- kisvirágú nebáncsvirág (Impatiens parviflora)
- hengerfészkű peremizs (Inula germanica)
- selymes peremizs (Inula oculus-christi)
- pázsitos nőszirom (Iris graminea)
- apró nőszirom (Iris pumila)
- tarka nőszirom (Iris variegata)
- hegyi kékcsillag (Jasione montana)
- gömbös kövirózsa (Sempervivum globiferum)
- kék saláta (Lactuca perennis)
- erdei sárgaárvacsalán (Lamiastrum galeobdolon)
- rutén bordamag (Laserpitium pruthenicum)
- kacstalan lednek (Lathyrus nissolia)
- magyar lednek (Lathyrus pannonicus)
- erdei lednek (Lathyrus sylvestris)
- erdei margitvirág (Leucanthemella margaritae)
- orvosi lestyán (Levisticum officinale)
- hegyi tömjénillat (Libanotis pyrenaica)
- gérbics (Limodorum abortivum)
- borzas len (Linum hirsutum)
- árlevelű len (Linum tenuifolium)
- békakonty (Listera ovata)
- erdei holdviola (Lunaria rediviva)
- déli perjeszittyó (Luzula forsteri)
- kapcsos korpafű (Lycopodium clavatum)
- pettyegetett lizinka (Lysimachia punctata)
- kétlevelű árnyékvirág (Maianthemum bifolium)
- magas gyöngyperje (Melica altissima)
- tarka gyöngyperje (Melica picta)
- erdei kékperje (Molinia litoralis)
- epergyöngyike (Muscari botryoides)
- gyepes nefelejcs (myosotis laxa ssp.caespitosa)
- lazavirágú nefelejcs (Myosotis sparsiflora)
- erdei nefelejcs (Myosotis sylvatica)
- illatos macskamenta (Nepeta cataria)
- bugás macskamenta (Nepeta nuda)
- homoki vértő (Onosma arenaria)
- közönséges kígyónyelv (Ophioglossum vulgatum)
- agárkosbor (Orchis morio)
- bíboros kosbor (Orchis purpurea)
- Orlay-turbolya (Orlaya grandiflora)
- nyulánk sárma (Ornithogalum pyramidale)
- gyöngvirágos körtike (Orthilia secunda)
- kisvirágú csodatölcsér (Oxybaphus nyctagyneus)
- farkasszőlő (Paris quadrifolia)
- fehér acsalapu (Petasites albus)
- vörös acsalapu (Petasites hybridus)
- buglyospáfrány (Phegopteris connectilis)
- gumós macskahere (Phlomis tuberosa)
- lampionvirág (Physalis alkekengi)
- erdei varjúköröm (Phyteuma spicatum)
- bajuszos kásafű (Piptatherum virescens)
- mocsári perje (Poa palustris)
- magyar perje (Poa pannonica)
- hegyi perje (Poa remota)
- karéjos vesepáfrány (Polystichum aculeatum)
- vörösszárú pimpó (Potentilla heptaphylla)
- terpedt pimpó (Potentilla leucopolitana)
- kisvirágú pimpó (Potentilla micrantha)
- kövi pimpó (Potentilla rupestris)
- sugárkankalin (Primula elatior)
- csepleszmeggy (Prunus fruticosa)
- zelnicemeggy (Prunus padus)
- saspáfrány (Pteridium aquilinum)
- leánykökörcsin (Pulsatilla grandis)
- fekete kökörcsin (Pulsatilla pratensis subsp. nigricans)
- zöldes körtike (Pyrola chlorantha)
- kis körtike (Pyrola minor)
- selymes boglárka (Ranunculus illyricus)
- villás boglárka (Ranunculus pedatus)
- havasi ribiszke (Ribes alpinum)
- vörös ribiszke (Ribes rubrum)
- erdei rózsa (Rosa arvensis)
- havasalji rózsa (Rosa pendulina)
- jajrózsa (Rosa spinosissima)
- fürtös bodza (Sambucus racemosa)
- fürtös kőtörőfű (Saxifraga paniculata)
- kőperje (Sclerochloa dura)
- csüngő belénd (Scopolia carniolica)
- sziki pozdor (Scorzonera cana)
- piros pozdor (Scorzonera purpurea)
- szárnyas görvélyfű (Scrophularia umbrosa)
- tavaszi görvélyfű (Scrophularia vernalis)
- lilásszárú aggófű (Senecio ovatus)
- zöldes gurgolya (Seseli peucedanoides)
- változó gurgolya (Seseli varium)
- (Sideritis montana)
- piros mécsvirág (Silene dioica)
- közönséges aranyvessző (Solidago virga-aurea)
- mocsári csorbóka (Sonchus palustris)
- madárberkenye (Sorbus aucuparia)
- dunai berkenye (Sorbus danubialis)
- házi berkenye (Sorbus domestica)
- déli berkenye (Sorbus graeca)
- szirti gyöngyvessző (Spiraea media)
- posványcsillaghúr (Stellaria uliginosa)
- kunkorgó árvalányhaj (Stipa capillata)
- bozontos árvalányhaj (Stipa dasyphylla)
- pusztai árvalányhaj (Stipa pennata)
- csinos árvalányhaj (Stipa pulcherrima)
- hosszúlevelű árvalányhaj (Stipa tirsa)
- szarvacskás pitypang (Taraxacum erythrospermum)
- narancsszínű aggófű (Tephroseris aurantiaca)
- csermelyaggóvirág (Tephroseris crispa)
- mezei aggófű (Tephroseris integrifolius)
- Janka-tarsóka (Thlaspi jankae)
- erdei borkóró (Thalictrum aquilegiifolium)
- tőzegpáfrány (Thelypteris palustris)
- szarvasgyökér (Tordylium maximum)
- havasi turbolya (Torilis ucranica)
- bojtorjános tövisperje (tragus racemosus)
- buglyos here (Trifolium diffusum)
- magyar here (Trifolium pannonicum)
- rizsgyékény (Typha laxmannii)
- kis rence (Utricularia australis)
- fekete áfonya (Vaccinium myrtillus)
- kétlaki macskagyökér (Valeriana dioica)
- vékonyzab (Ventenata dubia)
- sovány veronika (Veronica dillenii)
- hegyi veronika (Veronica montana)
- cserebükköny (Vicia dumetorum)
- pilisi bükköny (Vicia sparsiflora)
- kis meténg (Vinca minor)
- erdei berkipimpó (Waldsteinia geoides)
- hegyi szirtipáfrány (Woodsia ilvensis)
- hengeres vasvirág (Xeranthemum cylindraceum)

### Állatvilága

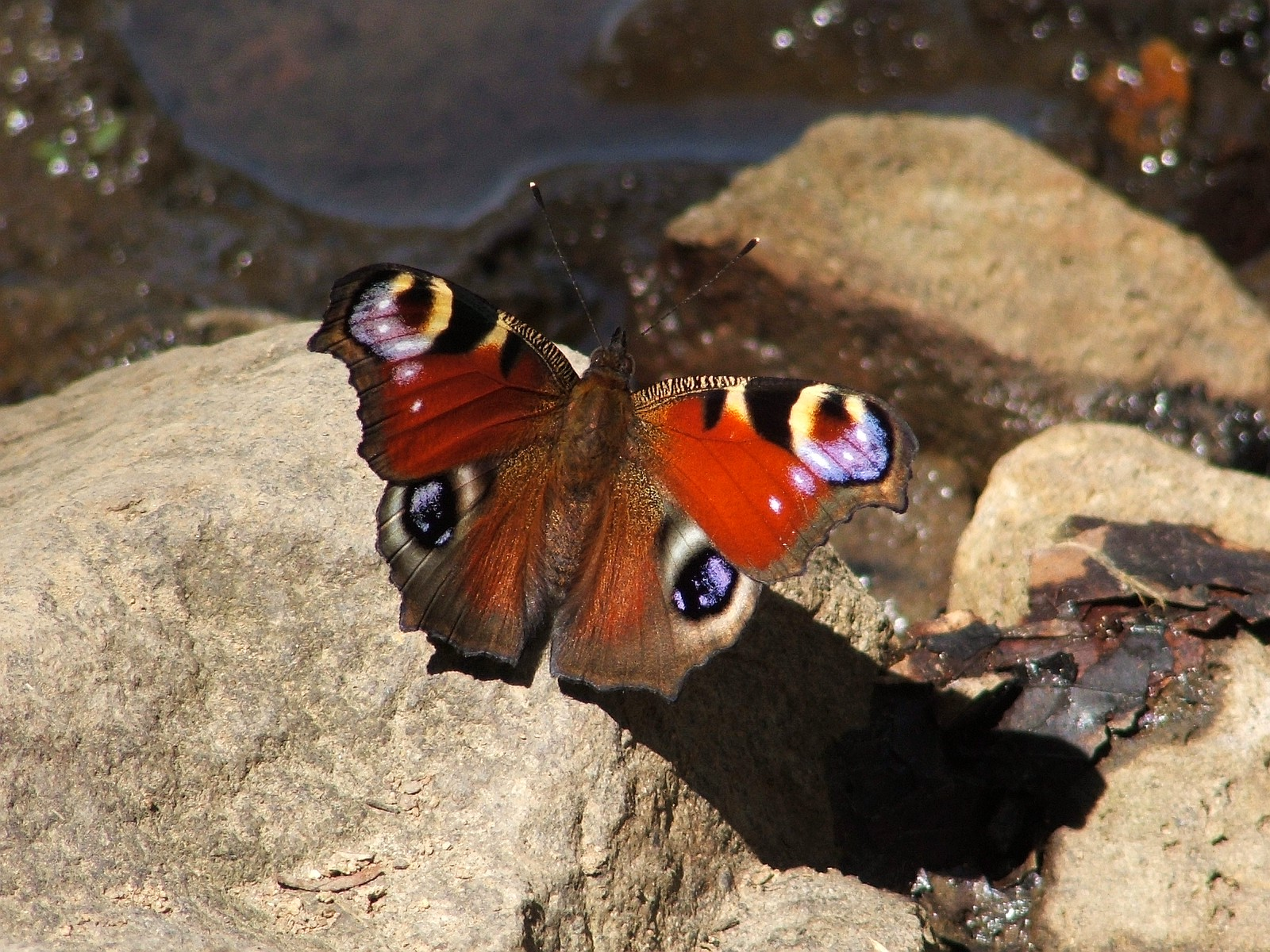
Nappali pávaszem (Aglais io) Mátraszentimre közelében

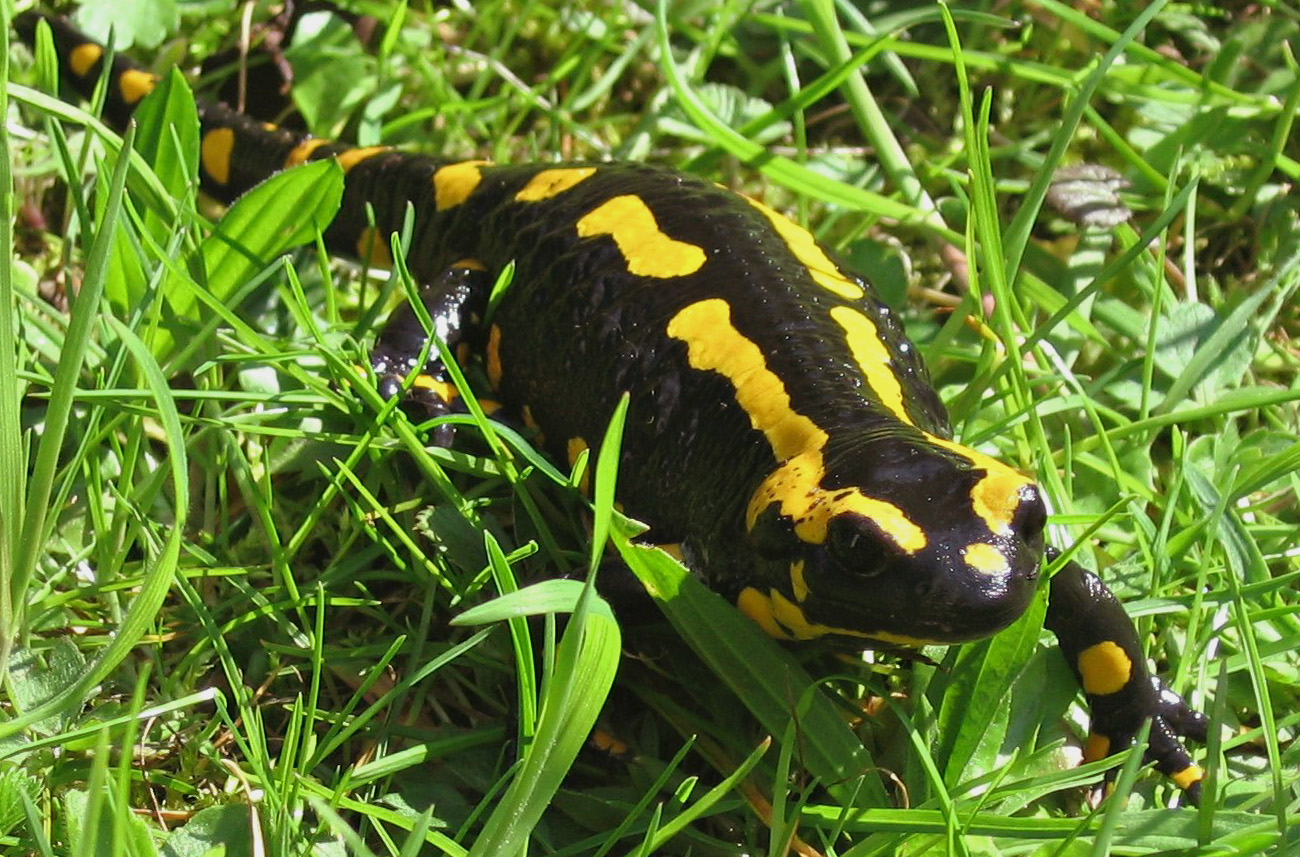
Foltos szalamandra (Salamandra salamandra)

A változatos élőhelyek a hegység faunáját is sokszínűvé teszik. A gerinctelenek közül számos csigafaj a jégkor emlékét őrzi a vizes élőhelyeken. A hegyi réteken (Mátraszentimre, Rudolftanya, Parádsasvár környékén és a Sár-hegyen) gazdag a lepkefauna. Számos ritkaság is előfordul itt, ilyen a nagy fehérsávoslepke (Neptis rivularis). A Mátra hegyvidéki és sziklai bükköseiben él a hegyi fehérlepke (Pieris bryoniae) kisebb populációja. A gyertyános-tölgyesek, kocsánytalan tölgyesek rezgőnyárakban gazdag szegélyein él a ritka nyárfalepke (Limenitis populi). Hazánkban, a Mátra patakvölgyeiben éri el elterjedésének határát a keleti gyöngyházlepke (Argynnis laodice): a Mátrától nyugatra már nem fordul elő ez az elegáns lepkefaj. A Mátra hideg vizű patakjaiban fejlődik a hegyi szitakötő (Cordulegaster bidentata) lárvája. A fekete-sárga színezetű imágó azokat a 800 méter fölötti szakaszokat kedveli, ahol az erdő a patak fölött összezárul. Kizárólag bükkösökben fordul elő a hazánkban ritka havasi cincér (Rosalia alpina).
A Mátra ritka és védett kétéltű és hüllő fajai az alpesi gőte (Triturus alpestris), a sárga hasú unka (Bombina variegata), az erdei- és gyepi béka (Rana dalmatina, R. temporaria), a foltos szalamandra (Salamandra salamandra). Találkozhatunk még erdei- (Elaphe longissima) és vízisiklóval (Natrix natrix), melyeknek nagyobb méretű példányai riadalmat is kelthetnek. A mocsári teknős (Emys orbicularis), a lábatlan gyík (Anguis fragilis), fürge- és zöld gyík (Lacerta agilis, L. viridis) szintén él a területen.
A nagy területű, zárt erdőknek és a környező peremterületeknek igen gazdag a madárvilága. A fészkelő fajok listáján több fokozottan védett faj szerepel. A legnagyobb európai sasok egyike a parlagi sas (Aquila heliaca), mely féltve őrzött fészkelő madarunk. A kisebb termetű kis békászósas (Aquila pomarina) is szórványosan fészkel a Mátrában. Egyik legértékesebb és legszebb madarunk a kerecsensólyom (Falco cherrug), bár sajnos évről évre kisebb számban költ a területen. A közönségesnek mondható egerészölyv (Buteo buteo) mellett előfordul a darázsölyv (Pernis apivorus), és a ritkább kígyászölyv (Circaetus gallicus). A baglyok közül az uhu (Bubo bubo) képviseli a legnagyobb természetvédelmi értéket. Ritka fészkelő a császármadár (Tetrastes bonasia), amely hazai viszonylatban különlegesnek számító, fokozottan védett faj. Gyarapodik a holló (Corvus corax) állománya, és a közel varjú nagyságú fekete harkály (Dryocopus martius) sem számít ma már ritkaságnak. A gyors sodrású, tiszta vizű hegyi patakok ékessége az alig egy-két párból álló vízirigó-állomány (Cinclus cinclus).
A Mátrában számos védett emlősfaj is élőhelyet talál. Az idős, lombos erdők korhadt fatörzseiben talál menedéket számos denevérfaj, emiatt az erdőgazdálkodás során e faegyedek kiemelt védelme is szükséges. Az érckutatások után visszahagyott bányavágatok, tárók lakója a hosszúszárnyú denevér (Miniopterus schreibersi), amely mintegy 3-4000 példány közönséges denevérrel (Myotis myotis) alkot kolóniát.
A tájvédelmi körzet területén előfordul a nyuszt (Martes martes) és a borz (Meles meles). A vadmacska (Felis slvestris) az érintetlen idős erdők lakója. A hegyvidék másik macskaféle ragadozója az igen ritka, csak szórványosan előforduló, fokozottan védett hiúz (Lynx lynx).
A hazai erdős vidékek nagyvadjai a Mátrában is otthonra találnak. A gímszarvas (Cervus elaphus), az őz (Capreolus capreolus), a vaddisznó (Sus scrofa) nagy számban él itt. Számuk nagyobb, mint az erdők vadeltartó képessége, ezért gyakran nagy károkat is okoznak (sziklagyepek taposása, facsemeték rágása). A nagyvadak közül idegen a tájban a muflon (Ovis musimon), melynek őshazája Korzika. A Mátrába 1924-ben telepítették, a természetvédelmi és erdészeti szempontból káros fajt.

### Természetvédelem
A természetes táj megőrzésére létesült 1985-ben a Mátrai Tájvédelmi Körzet mintegy 12 141 hektáron. A különleges természeti értékeket 2209 hektár fokozottan védett területen óvják. A körzet 12 község területére terjed ki és két különálló tömböt foglal magában. A kisebbik az Ágasvár környéke és a Mátra-bérc védelemre érdemes része; a másik a Kékes tömbje a Keleti-Mátrával együtt nagyobb, összefüggő, természeti értékekben gazdag térséget alkot. A tájvédelmi körzet a Bükki Nemzeti Park igazgatása alatt áll.
A tájvédelmi körzet működési területéhez két országos és számos helyi jelentőségű természetvédelmi terület (TT) tartozik:
- Gyöngyösi Sár-hegy TT (országos)
- Siroki Nyírjes-tó TT (országos)
- Fenyvespusztai arborétum TT (helyi)
- Gyöngyösi Orczy-kert TT (helyi)
- Gyöngyösi és mátrafüredi védett fák TT (helyi)
- Gyöngyöstarján, Fajzatpusztai park TT (helyi)
- Gyöngyöstarján, Sósiréti kastélypark TT (helyi)
- Gyöngyössolymosi Bába-kő és Csák-kő TT (helyi)
- Gyürky–Solymossy-kastély parkja TT (helyi)
- Hasznosi-cserteri vároldal TT (helyi)
- Ilona-völgyi fasor TT (helyi)
- Jámbortanyai arborétum TT (helyi)
- Parádfürdői park TT (helyi)
- Parádi ősjuhar TT (helyi)
- Parád-Recsk gesztenyefasor TT (helyi)
- Siroki vár és környéke T (helyi)
- Tari Csevice-forrás TT (helyi)
- Verpeléti Vár-hegy TT (helyi)

## Történelme

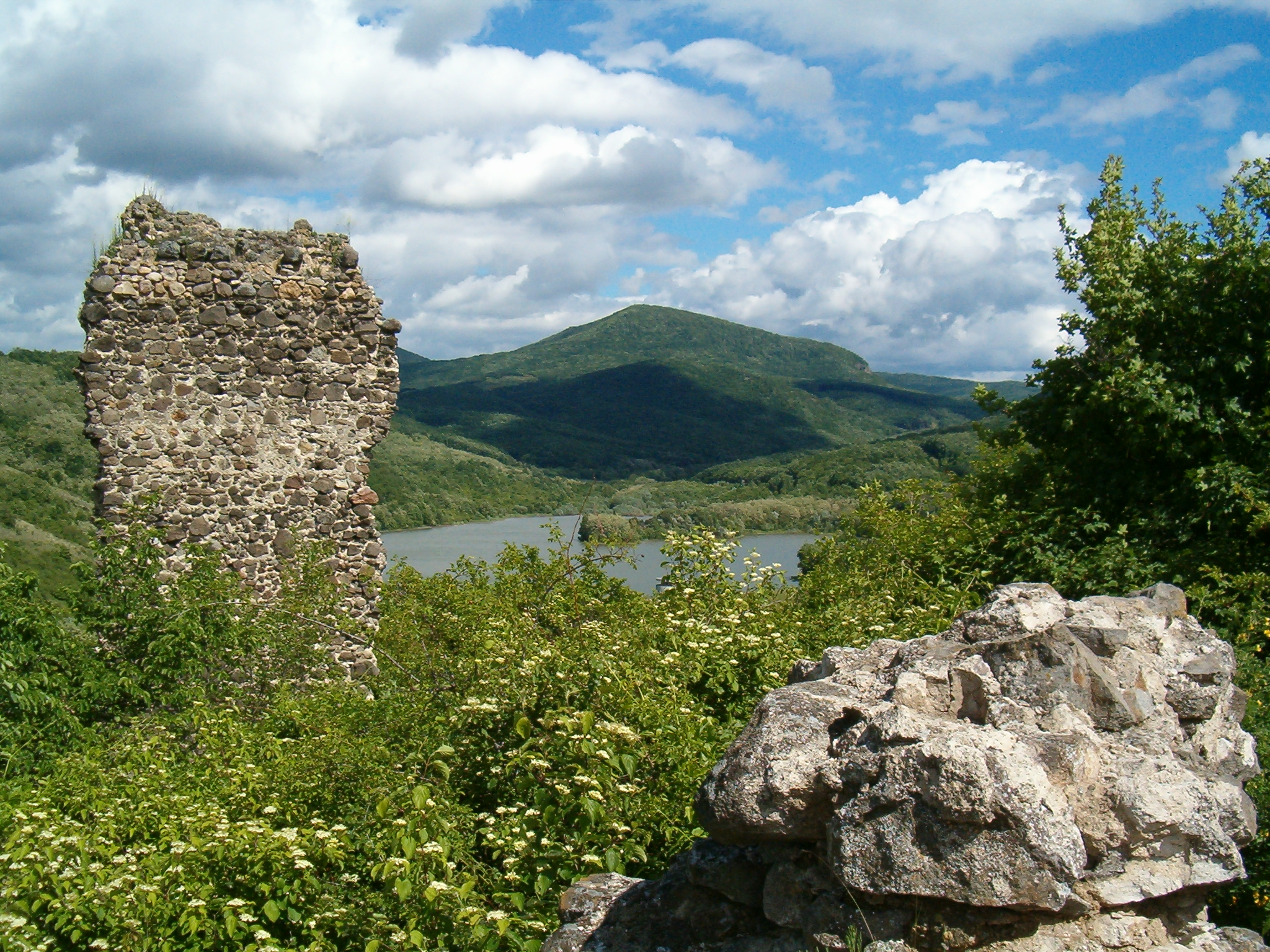
A Hasznosi vár falmaradványai. Háttérben az Óvár csúcsa (754 m)

### A Mátra az ős- és az ókorban
A Mátrában és környékén az ember megjelenése az őskőkorra tehető. Bár nem találtak ősemberi maradványokat – mint a barlangokban bővelkedő Bükk-vidéken, az a földművelés, bányászat, ásatások vagy az erózió révén felszínre került eszközök ezt igazolják. A leletek nagy része a gyöngyösi Mátra Múzeumban tekinthetők meg.
A gyöngyöspatai vár ásatásakor, a gyöngyössolymosi Kis-hegy bányaművelési munkálatainál, a Mátrafüred környékén, valamint a kisnánai várnál történt feltárások során talált leletek már a réz-, bronz- és vaskor emlékei. Az 1940-es években Gyöngyössolymosnál talált gazdag bronzkori leletek ma a Nemzeti Múzeum anyagát képezik. 1975 februárjában ugyanitt mintegy kétszáz darab bronzeszközt találtak, amelyeknek változatossága már arra utal, hogy a bronzkor embere kereskedett is a kibányászott és feldolgozott termékekkel.
A pásztorkodás és földművelés hamar elterjedt a Tarna és a Zagyva völgyében is. A Zagyva mentén a zagyvaszentjakabi, a pásztói és tari régészeti feltárások a legjelentősebbek. Később a hegyoldalak és a bércek is benépesültek; a lakóhelyeket sáncokkal, kőépítményekkel erősítették meg. Ezeket nevezik ma őskori váraknak (bár nagyobbrészt ezek már az ókor idején épültek), amelyeket főleg a hegység déli peremén kettős sánc védett: innen az alföldi részt is szemmel lehetett tartani. Ilyen erődítmények maradványai a Mátra belső tájain is megtalálhatók a magasabb tetőkön és csúcsokon; helyenként csak a sáncárok alig felismerhető mélyedése utal az egykor lakott helyre. Régészeti leletek hiányában csak találgatják a sáncok, építmények szerepét. Az állatokat éjszakára a bozóttal is felmagasított kősáncok külső gyűrűjébe terelték, hogy a ragadozóktól védjék őket, az emberek pedig a belső sánc védelmében éltek. Eredetük csak a hegység peremterületein ismert, ahol leletek is bizonyítják származásukat: szkíták, kelták, hunok, avarok egyaránt éltek e vidéken. A nagyobb sáncokat az utóbbi évszázadokban gyakran megbontották és építőkőnek használták fel, de a helynevek sok esetben máig őrzik a hegytetők egykori funkcióját.
| Hely         | Magasság | Hely                       | Magasság | Hely            | Magasság |
| ------------ | -------- | -------------------------- | -------- | --------------- | -------- |
| Apci Somlyó  | 397 m    | Kis-hegy (Gyöngyössolymos) | 387 m    | Rónya-tető      | 550 m    |
| Ágasvár      | 789 m    | Kis-várhegy (Sirok)        | 276 m    | Sebestyénvár    | 783 m    |
| Dezsővár     | 300 m    | Muzsla-tető                | 481 m    | Szederjes-tető  | 674 m    |
| Dobogó-hegy  | 398 m    | Nagy-várhegy (Sirok)       | 282 m    | Várhegy (Parád) | 454 m    |
| Eremény-tető | 513 m    | Nyesettvár                 | 813 m    | Világos-hegy    | 709 m    |
| Galyavár     | 837 m    | Oroszlánvár                | 601 m    | Vörösvár        | 369 m    |
| Hajnács-kő   | 632 m    | Óvár                       | 753 m    |                 |          |

### Középkor

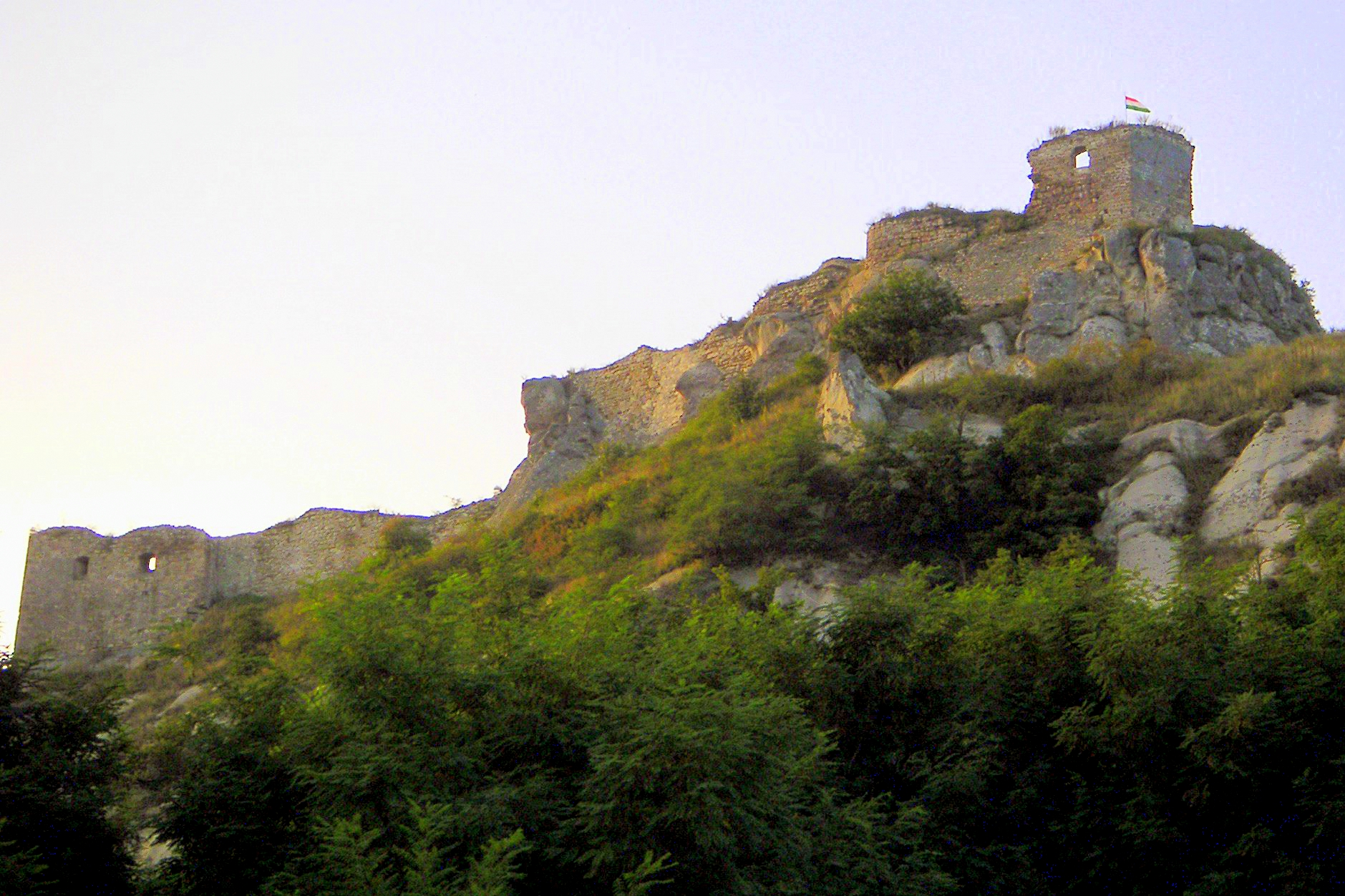
A siroki vár

A honfoglalás idején a Mátra vidékét Árpád seregei szállták meg, majd Anonymus szerint Ed és Edömér vezérek telepedtek meg a térségben. Tőlük származtatják az ősi Aba nemzetséget, amelynek tagjai később Pata várat építettek. E nemzetségből származott Sámuel királyunk, aki Abasáron alapított monostort. A ménfői csatából menekülő, Tiszaabádnál elesett uralkodót az újabb feltevések szerint nem itt, hanem a feldebrői altemplomban temették el. Feldebrő bizánci stílusú temploma Magyarország legrégibb egyházi épületei közé tartozik, de a Mátra környékén több, a keleti kereszténység jegyeit magán hordozó templom vagy templomrom is megmaradt (Verpelét, Tarnaszentmária, Váraszó, Maconka, Tar, Pásztó, Gyöngyöspata, Gyöngyös).
Pata, Pásztó és Gyöngyös a Mátra legrégibb kereskedelmi és kulturális központjai. Fejlődésüket az Árpád-kortól kezdve meghatározta a híres Mátrai borvidék és a hegység vulkanikus eredetének köszönhető természeti kincsek is. A Mátrában már régóta foglalkoztak bányászattal. A földtani felépítés nagy mértékben meghatározta a bányászható nyersanyagokat, amelyek általában ércek és építőkövek voltak. A kitermelés első írásos emléke az 1296-ból származó oklevél, mely vasércbányászati jogot adományozott az itt élő bányászoknak. Későbbi időkben már nemesfém (arany, ezüst) kitermelésével is foglalkoztak (Gyöngyösoroszi).

#### A Mátra várai

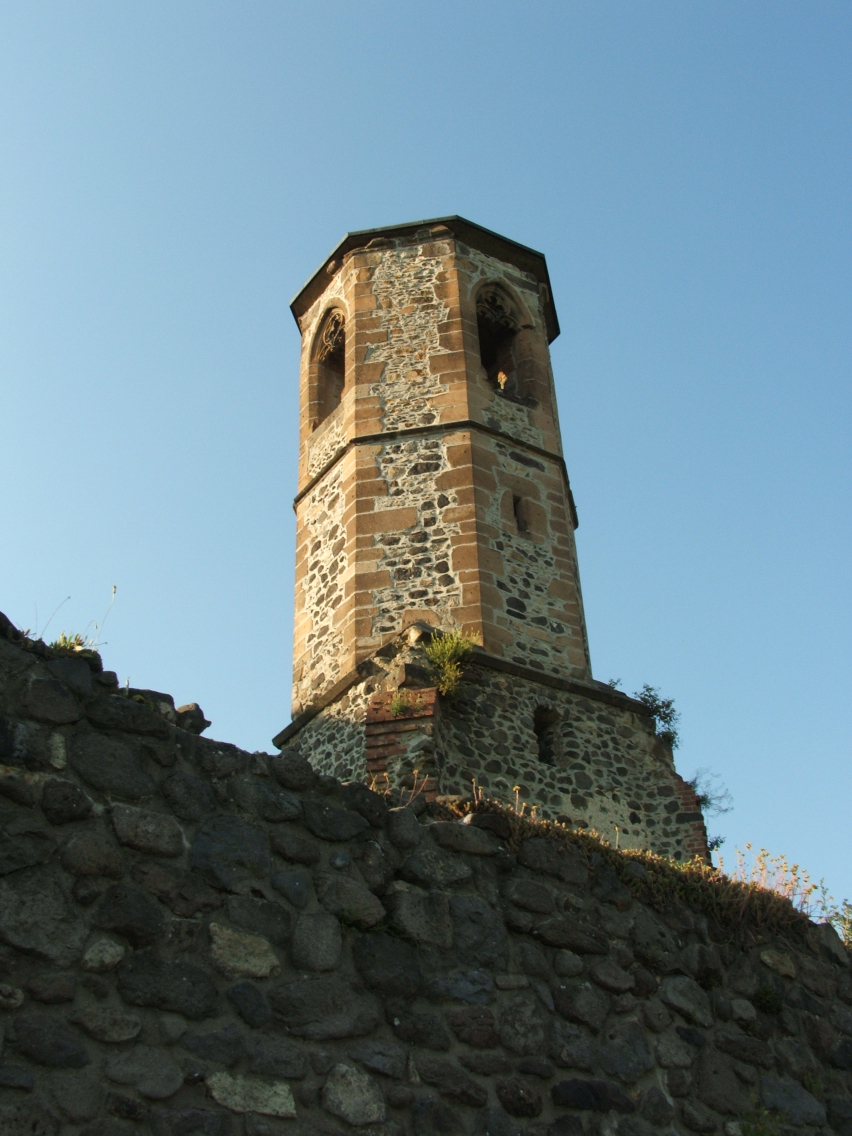
A kisnánai vár egyik tornya

A mátrai várépítések jóval a tatárjárás után kezdődtek meg, mivel a térség települései elnéptelenedtek. A Mátra ugyan nem várromjairól híres, mégis több középkori erődítmény látványos maradványa található itt:
- Benevár: Mátrafüred (régi nevén Bene) feletti Benevár-bércen megmaradt romokat az 1980-as években tárták fel. Az Aba nemzetségbeli Csobánka-család építtette a 13. század közepén egy korábbi erődítmény helyén, akik Károly Róbert uralma alatt Csák Máté mellé álltak. A király emiatt 1327-ben leromboltatta a várat; azóta pusztul. Az 1980-as években alapjait feltárták és megerősítették.
- Gyöngyöspata: Pata vezér a 10. század második felében építtethette várát a mai falu feletti 260 méter magas Várhegyen. Az erődítmény feltehetően a 13. század során elpusztult, 1460-ban Giskra cseh huszita vezér favárként erősíttette meg, de még abban az évben újra lerombolta Mátyás serege.
- Hasznosi vár: a Pásztóhoz tartozó Hasznos település felett, a Hasznosi-víztározó fölé magasodó 330 m magas sziklacsúcson található. Cserteri vár néven is ismert. A 14. század elején épült vár csak a 18. században vált rommá.
- Kanázsvár: Mátraderecske és Recsk között található a vasútvonal mellett. A 14. vagy 16. században épült várnak ma is áll 15 méteres őrtornya.
- Kisnánai vár: A Kompolti-család a 13. század közepétől fokozatosan építette ki e várat. 1546-ban török kézre került, ezt követően már nem állították helyre. A részben gótikus várromot az 1960-as években tárták fel.
- Markazi vár: Építésének ideje nem ismert, de 1332-ben már állt a pápai tizedjegyzék szerint. Az Aba nemzetségbeli Csobánka-család emeltette. Eger 1552-es ostromának évében vette be a török, azóta romosodik.
- Siroki vár: A Tarna völgyében fekvő Sirok feletti riolittufa kúpon emelkedő erődítmény a leglátványosabb a mátrai várromok közül. Már a honfoglalás előtti időkben is innen védték a környező területeket, majd az Árpád-korban Aba nemzetségbeliek birtokolták. 1320-ban királyi vár lett, később többször cserélt gazdát. A török ostrom nélkül vette be 1596-ban, majd hagyta el 1687-ben.

A felsoroltakon kívül több a honfoglalás előttről származó föld- és kővár található a hegységben, amelyeket a középkorban is használtak vagy tovább bővítettek. Az Ágasvár várhelyének ma már alig maradt nyoma, a szomszédos Óvár hegyen viszont találhatók sáncok. A Galya-tető oldalában felismerhető – Magyarország mai területének legmagasabban fekvő várhelyei között számontartott – Galyavár és Nyesettvár sáncairól semmilyen történeti adat sincs, azonban mindkettőről feltételezik, hogy a középkorban megerősítették őket.

### Újkor

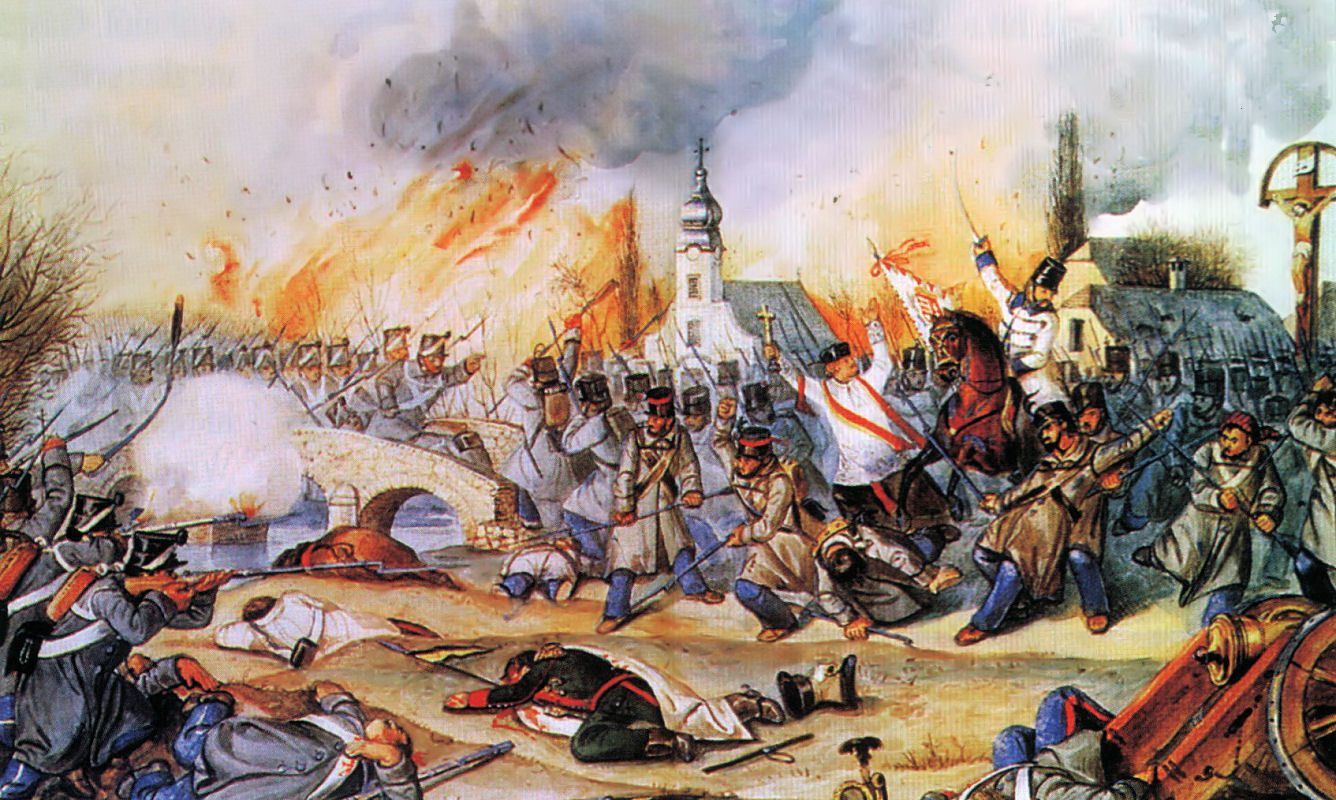
A kápolnai csata (1849. február 26-27.)

A 16-17. században a Mátra is a török elleni harcoknak esett áldozatul, majd a császári zsoldosok dúlták fel a vidéket. A térség lakossága II. Rákóczi Ferenc mellé állt, akinek birtokai is voltak erre. 1709 nyarán a Heves vármegyei közgyűlés Gyöngyösön látta vendégül Vak Bottyán János tábornokot, akit később a mátraalji város ferences rendi altemplomában temettek el. Gyöngyös a 18. században egy ideig megyeszékhely volt, de a század második felében végleg Egerbe helyezték át a megyei hivatalokat.
Az 1848–49-es forradalom és szabadságharc során fontos csaták helyszíne volt a Mátra vidéke. Gyöngyösön volt Windisch-Grätz főhadiszállása, míg a császári csapatok másik része Pétervására környékén gyülekezett. Máriássy János honvéd alezredes 1849. február 24-én éjjel váratlanul rajtaütött a császáriakon, ágyútűz alá véve Pétervására főutcáját. A február 26-27-i kápolnai csata a szabadságharc – eredményét tekintve – legvitatottabb ütközete volt, 1849 áprilisában azonban már a honvédeké volt Gyöngyös is. A szabadságharc bukása után a Mátra erdősége bujdosókkal és betyárokkal telt meg. Legismertebb közülük Vidróczki Márton volt, akinek tettei számos író, költő, festő és zeneszerző fantáziáját megmozgatták.
A hegység turisztikai jelentősége az 1920-as években, a trianoni békeszerződés után nőtt meg ugrásszerűen, mivel ide került át Magyarország legmagasabb pontja. A Keleti-Mátrában, Recsken működött 1950-53 között a hírhedt kényszermunkatábor, amelynek rabjait a közeli külszíni kőbányában dolgoztatták embertelen körülmények között az ÁVH őrei. A főleg politikai okok miatt elítélt rabok egytizede nem élte túl a munkatábort; területe ma nemzeti történelmi emlékpark.

## Néprajza
A Mátra vidékén élő néprajzi csoport – a palócok – eredete vitatott. Egyik feltevés szerint a honfoglaláskor a magyarokkal együtt érkező kazár törzsek, a másik szerint a kunok leszármazottai. Pásztorkodással, földműveléssel foglalkoztak, részben pedig az erdő biztosította megélhetésüket. Nyelvjárásuk jellegzetes; építkezési stílusuk, népviseletük szinte falvanként eltérő.
A mátrai emberek a hegyi patakok vizét évszázadok óta hasznosították. Vízimalmok és posztóverő kallómalmok működtek, melyeknek terméke – az „aba posztó” – már a középkorban híres volt. E tevékenység emlékét őrzi Mátrafürednél a Kalló-völgy neve: a közeli vízfolyásokon (Somor- és Bene-patak) közel 20 ilyen malom működött a 19. században. A „posztó út” erre vezetett a Balkánról Észak-Európa felé, ezért nemcsak magyar, hanem török, bolgár, görög kereskedők is megfordultak erre. Sokan közülük le is telepedtek: így fejlődött például Gyöngyös és Pásztó vásárvárossá.
A 18. századtól más kultúrát és mesterségeket hozó német, morva és szlovák telepesek érkeztek a háborúk és járványok során megfogyatkozott magyar lakosság közé. Új települések is létrejöttek, ahol a telepesek üveghutáikban dolgoztak, hamuzsír-gyártással és faszénégetéssel foglalkoztak. A favágók helyenként szinte letarolták az erdőket, mert a hamuzsír (más néven szalajka) elkészítéséhez rengeteg fa kellett. Így alakultak ki a nagy hegyi rétek Mátraszentimre, Mátraszentistván, Mátraszentlászló és Mátrakeresztes környékén.
Az üveggyártáshoz 2 rész hamura, 1 rész homokra vagy apróra tört kvarctartalmú kőzetre volt szükség. Ezen alapanyagok tisztításához sok víz kellett, ezért az üveghuták patakok mellé települtek. Kőtörő malmokat, hamuzsírégetőket, raktárakat is építettek; a hutát fazekasház, köszörülőműhely, a hutásmester és a munkások házai egészítették ki. Egy nagyobb üveggyártó telep területe így 10-12 hold is lehetett. Ma is látható egy ilyen huta helye Mátraszentimrétől nem messze, a Hutahelyi-, Narád- és Gedeon-patakok összefolyásánál. A felső-mátrai falvak eredeti nevei is az itt élő szlovákok mesterségének állítanak emléket: Ötházhuta (Mátraszentimre, régi szlovák neve Alkár), Fiskalitáshuta vagy Fiškalitáš Huta (Mátraszentlászló), Felsőhuta vagy Horná Huta (Mátraszentistván), Szuhahuta vagy Suhahuta (Mátraalmás).
Az üveggyártás másik nagy központja Parádsasvár (régi nevén Újhuta) volt. Itt az üveggyártást II. Rákóczi Ferenc kezdeményezte. Az üveggyár – amely ólomkristály termékeiről volt híres – az elmúlt években bezárt, de még ma is sokan élnek üvegcsiszolásból.

## Gazdasága

### Mezőgazdaság

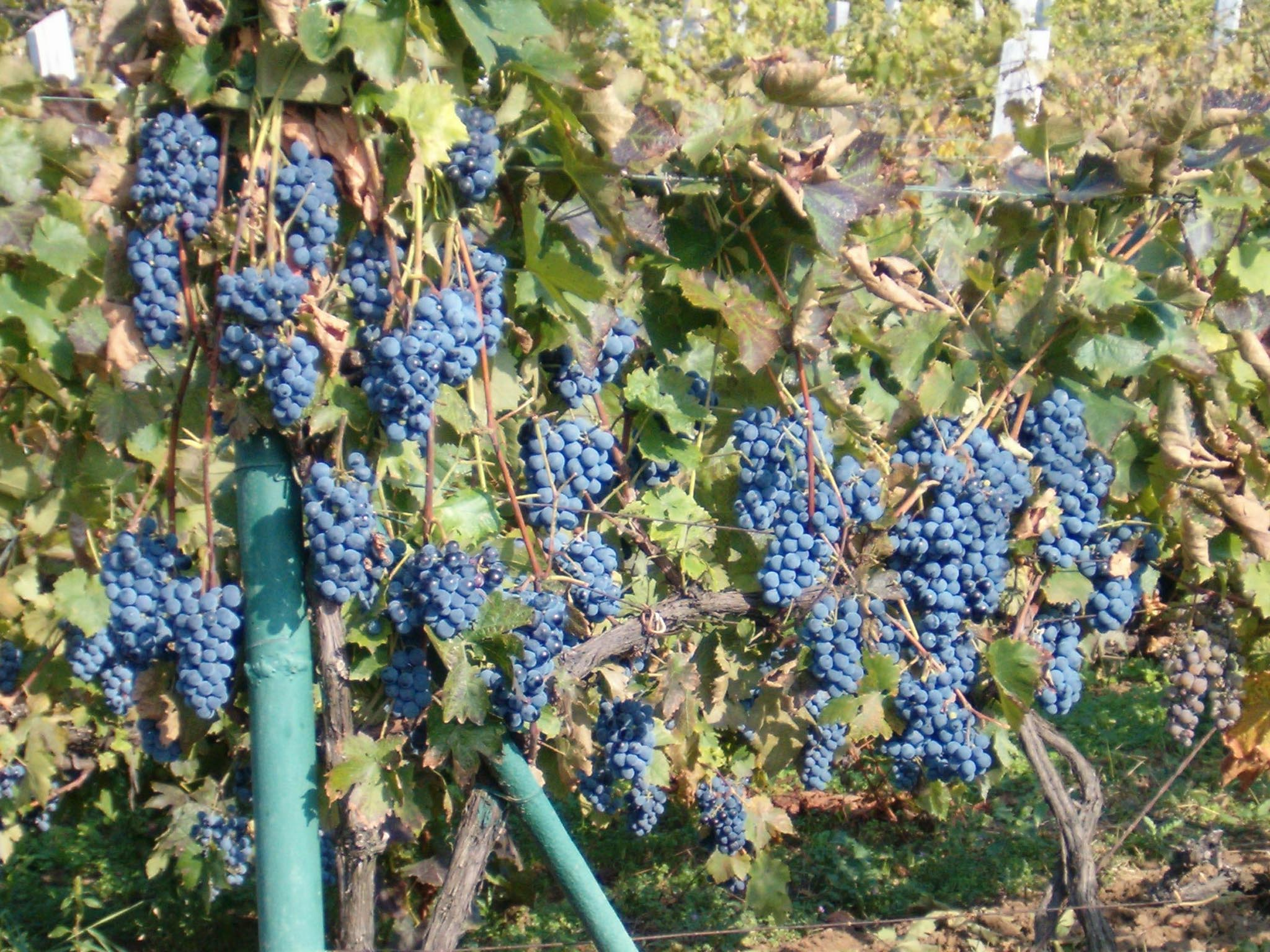
Szőlőültetvény Szurdokpüspöki határában

A hegység déli peremén évszázadok óta folyik gyümölcstermesztés. Különös jelentősége van a szőlőművelésnek: a Mátrai borvidék egyike hazánk történelmi borvidékeinek. Az első szőlővesszőket valószínűleg még a kelták telepíthették, de Szent István korából már fennmaradtak szőlőbirtokokat említő oklevelek is. A 13. században bortermelés folyt Gyöngyös környékén; a város Károly Róberttől szabad borkereskedési jogot kapott. A virágzó szőlőkultúra átvészelte a török hódoltságot, de a 19. század végi filoxérajárvány itt is kipusztította az ültetvények nagy részét. A Mátrai borvidék rangjának megőrzésére tettek kísérletet az 1960-as években a nagyüzemi, „kordonos” szőlőművelés bevezetésével, azonban a helyben termelt bor hírnevét és piacát csak a mennyiségi szemléletet felváltó minőségi borkészítéssel sikerült visszanyerni. Ma mintegy 7 000 hektáron termesztenek szőlőt 15 mátraaljai település határában. Elsősorban fehér fajták fordulnak elő (muskotály, szürkebarát, olaszrizling, tramini, chardonnay), de terjednek a vörösborszőlők is (kékfrankos, zweigelt, portugieser).
A Mátra belső területeire az állattenyésztés – elsősorban a szarvasmarhatartás – volt jellemző. Alapja a hegyi kaszálóréteken történő takarmánygazdálkodás volt, mára azonban jelentősen visszaesett ez a tevékenység. Napjainkban a legeltetés csak a háztáji szarvasmarha-állományra korlátozódik, amely nem elégséges a gyepek állapotának fenntartására. Ennek következtében sok helyen gyomosodás, bokrosodás tapasztalható, a hegyi rétek eltűnnek, beerdősülnek. A Mátralábán, Bodony község határában található a legjelentősebb mátrai fás legelő, a 108 hektáros Lágyasi-legelő. Hasonló értéket képviselnek a Parád és Mátraszentimre környéki rétek, ahol számos védett növény él (réti kardvirág, fekete kökörcsin).

### Erdőgazdálkodás

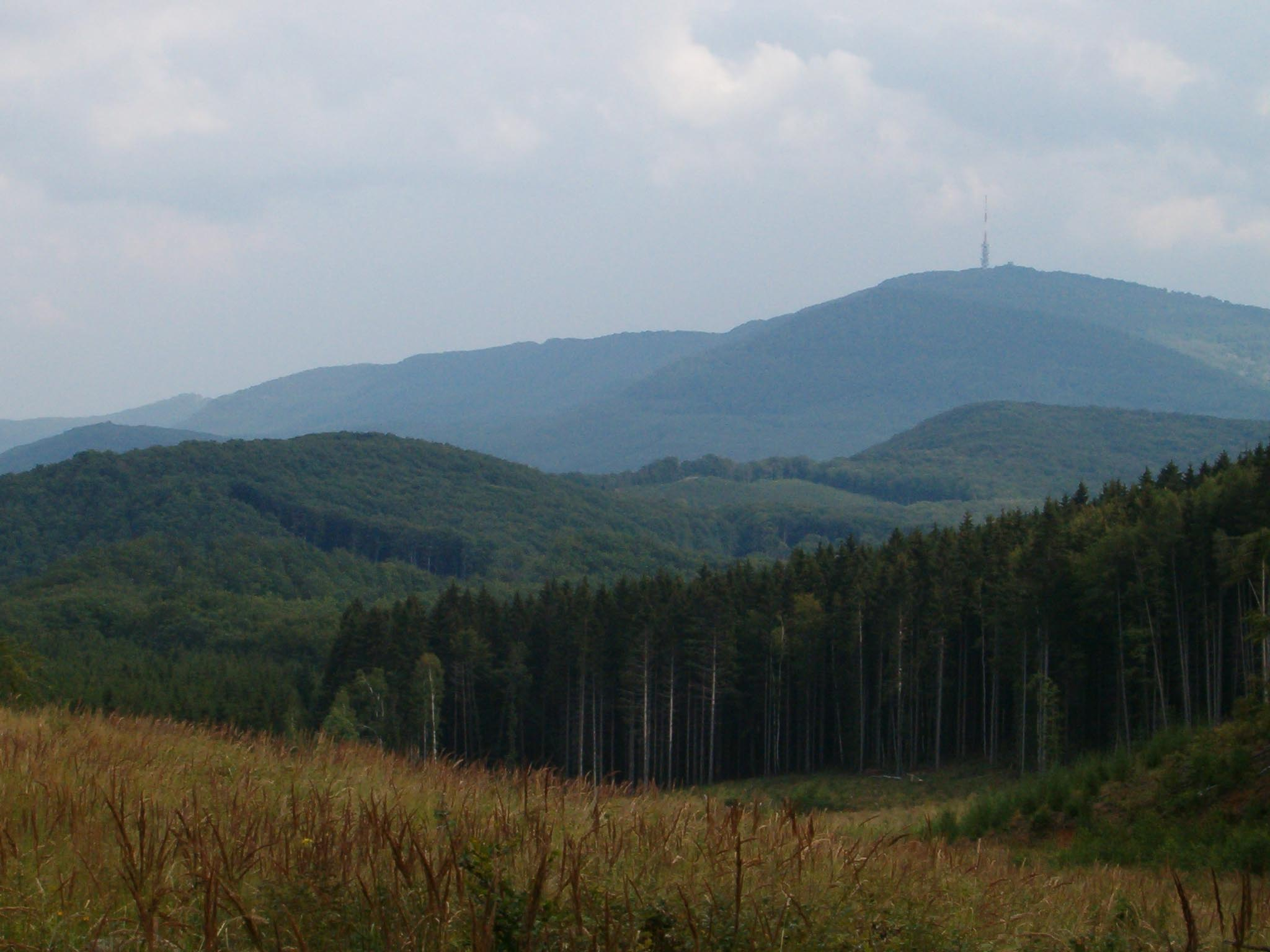
Kilátás a Nagy-Lipót alatti műútkanyarból. Háttérben a Kékes tömbje a TV-toronnyal, elöl tarra vágott terület, valamint egy sűrűn telepített fenyves

A Mátra erdősége már a középkortól számos emberi igényt elégített ki. A tűzifa- és épületfabeszerzésen túl a fokozott erdei legeltetés szinte visszafordíthatatlan talajeróziós folyamatokat indított el, aminek következtében a növényzet is degradálódott. Részben gátat szabott a folyamat kiteljesedésének az 1879. évi erdőtörvény, de jelentős javulás csak a trianoni szerződés után következett, bár ekkor elsősorban a tájidegen lucfenyő és vörösfenyő telepítése volt napirenden. A hegység magasabb részeinek erdőire az üveghuták megjelenése volt komoly hatással. A huták környékén koncentrált fakitermelést végeztek, ugyanis nemcsak a kemencék fűtéséhez kellett a fa, hanem az üveggyártás nélkülözhetetlen anyaga volt a hamuzsír, amit fahamuból készítettek.
Az üveggyártás technológiájának változásával, illetve a huták megszűntével az erdők egyre inkább vadászterületekké váltak. Az üzemszerű erdőgazdálkodás a 30-as években gyorsult fel, majd a második világháború után itt is államosították az erdőket. Az 1950-es évektől erdőművelési tervek készítésével és következetes végrehajtásával észszerűbbé vált a gazdálkodás, ugyanakkor egyes területek állományát kíméletlenül kiirtották. A nagy állami fakitermelő vállalatok tevékenysége a természetes felújulás visszaszorulásához és nagy területű tarvágások kialakulásához vezetett. A legeltetés teljesen megszűnt, és megindult a hegyvidék szisztematikus, előre megtervezett, rendkívül nagy környezetkárosítással – útépítésekkel – járó feltárása.
Az 1960-as évektől nagyarányú erdősítési munkák indultak meg, amelynek részeként tovább folyt a tűlevelű erdők túlzott mértékű telepítése. 1990-től a gazdálkodás formája teljesen átalakult: nagyon sok addig kötelező vagy államilag támogatott feladat (erdősítés, az erdei infrastruktúra karbantartása, fejlesztése) gazdátlanná vált. Számos terület birtokjoga rendezetlen, és a 21. század elején is gyakran végeznek rablógazdálkodással felérő, szakszerűtlen tarvágást.

### Bányászat
A mátrai bányászat évezredes múltra tekint vissza: réz- és bronzkori leletek bizonyítják a kitermelés ősi múltját. Legnagyobb ütemben a 19. és 20. században fejlődött a bányászat, a fő kitermelt nyersanyagokká a hegység északi és déli lábánál található barnaszén és lignit, valamint a vulkanikus eredetű telérekben megjelenő réz és az azt kísérő színesfémek váltak.
A 19. század közepétől magántőkével működő ércbányák – a két háború közötti időszak fejlesztései, tárónyitásai ellenére – gazdasági nehézségekkel küszködtek. A termelés csak a II. világháború után lendült fel az erőltetett iparosítás keretében; ekkor az érckutatások is nagy ütemben folytak a Mátra csaknem teljes területén. A színesfémbányászat két központjává Recsk és Gyöngyösoroszi vált.
Recsken a Lahóca-hegy oldalában a kutatás már 1850-es években elkezdődött, néhány éven belül három bányatársaság is alakult a felszínközeli (néhány száz méteres mélységben található) ércek kibányászására. 1862-ben ércelőkészítő, lúgozó és ércolvasztó építését kezdték meg a hegy déli oldalában. Trianon után Recsk hazánk egyetlen rézércbányája maradt. A szocialista államosítás után 1950-től 1979-ig folyt a legintenzívebb termelés, volt, hogy 1000 embert foglalkoztatott a bánya. Összesen 3 millió tonna rézércet adott a kimerülése előtt. A recski enargitos rézérc összetétele 48% színréz, 14% arzén és 38% kén, de ezüsttartalmú ún. fakóércet is találtak. Melléktermékként évente néhány 10 kg aranyat és néhány 100 kg ezüstöt is bányásztak itt, a kőzet aranytartalma 7-8 gramm tonnánként. 1996-os próbafúrások szerint legalább 31 tonna aranyat rejt még a Lahóca-hegy.
1961-ben kutatófúrások indultak a II. számú bányaterületen, az eddigieknél jóval mélyebben fekvő szkarnos ércek kinyerésére. El is készültek az aknák és a feltáró vájatok az országban legmélyebb, 1200 méteres szinten, de a kitermelés gazdaságossági aggályok miatt nem indult be. Jelenleg a bánya gazdát keres, a kitermelhető ércvagyont több tízmillió tonnára becsülik. Réz mellett cink, ólom, molibdén és ezüst található a föld mélyében.
A gyöngyösoroszi ércbányában is a recskihez hasonlóan rezet, ólmot, cinket és aranyat termeltek ki. Teléreinek hosszúsága általában 800–1000 m, vastagságuk 0,3-2,0 m (kivételes helyeken 6–7 m) volt. Az 1950-es években nyílt bánya évi 100-200 000 tonnás kitermelésével 1985-ig az ország Kárpát-medence legnagyobb termelésű ércbányája volt. A bánya környezetvédelmi problémáiról is ismert, mivel a flotációs meddőhányó nehézfémeket tartalmazó anyaga a Toka-patakba jutott. A szennyezett „sárga homokot” a vízfolyás árterén több kilométer távolságban is kimutatták. A gyöngyösoroszi bánya termelését 1986. március 13. óta szüneteltetik.

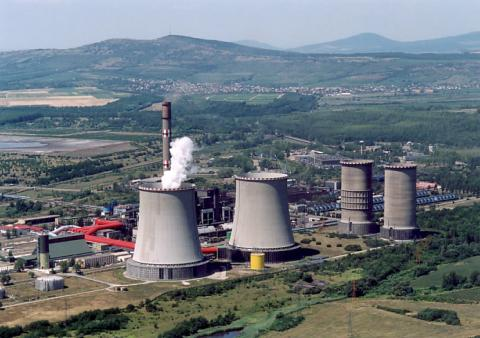
A Mátrai Erőmű Visontánál

A szénkitermelés fő központja Nagybátony volt. A Mátra északi lábánál található szénmező a salgótarjáni folytatásának tekinthető, csak a közbeékelődött palás rétegek miatt kisebb kalóriaértékű. Nagybátonyban 1853 körül, Kisterenyén 1857-ben indult bányászat, amely egészen 1992-ig folytatódott. Az 1950-es évek erőltetett iparosítása itt is érződött, a bányászváros tömblakásait már 1949-ben elkezdték építeni. Nagy jelentőségű a ma is kitermelés alatt álló lignitmező a Mátraalján. A lignittelepek itt 5-6 millió évesek, kitermelésük külszíni fejtéssel folyik. 1917-ben a Gyöngyöspatai Kovaföldművek Rt. kezdte meg a nagyobb volumenű kitermelést. A legnagyobb, ma is üzemelő bánya Visontán nyílt meg 1964-ben a Gagarin Hőerőműhöz (ma Mátrai Erőmű) kapcsolódó beruházásként. A lignitbányából szállítószalag viszi a szenet az erőműbe.
Nagy mennyiségű gazdaságosan kitermelhető kőolaj nincs a Mátrában. Olajfúró kutatásokat végeztek Bükkszék térségében ahol találtak olajat, de a kutatás fő haszna inkább az így felszínre került sós gyógyvíz volt.
A Mátrában található Magyarország egyik legnagyobb kovaföld-előfordulása. Az erősen porózus, sokoldalúan felhasználható üledékes kőzetet hatalmas külszíni bányában termelték a Szurdokpüspöki és Gyöngyöspata közötti Szurdok-völgyben. A kitermelés évtizedekkel ezelőtt megszűnt, de a bányaudvart ma is gyakran keresik fel ősmaradványai miatt.
Jelentős a kőbányászat is, a kitermelt andezitet sokszor helyben is felhasználják építőanyagnak, de ideális útalapnak, vasúti töltés ágyazatának is. A recski kőbánya – melynek neve a Recski kényszermunkatáborral forrt egybe – ma is üzemel. A gyöngyössolymosi Kis-hegy kőbányája a már felhagyott Asztag-kői bányával együtt geológiai gyűjtőhelyként is ismert.

## Turizmus

### A turizmus története

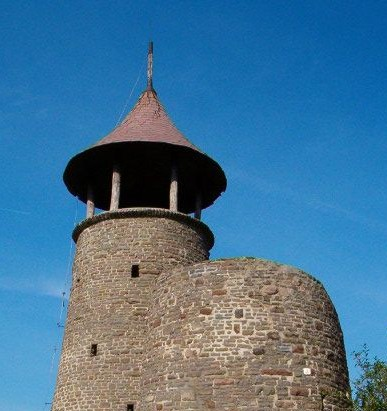
Az 1900-ban épült Kozmáry-kilátó Mátrafüreden

A 19.század vége óta közkedvelt célpont a bakancsos turisták és a szabadidős túrázók számára egyaránt.
A hegység komoly turistamúlttal büszkélkedhet: már 1887-ben megalakult a Magyarországi Kárpát Egyesület „Mátra Szakosztálya”. Hanák Kolos gyöngyösi ügyvéd és Széky István tanár vezette helyi turistaegyesület – a Mátra Egylet – ebben az időszakban alakította üdülőhellyé Benét, azaz a mai Mátrafüredet. 1888-ban megjelentették az első Mátra-kalauzt, ugyanebben az évben készült el a hegység első jelzett turistaútja a Kalló-völgyben, amely 1976 óta a Rákóczi-turistaút nevet viseli. Az egyesület tagjai a Kékes-Galya-tető közötti térségben menedékházakat, kilátókat létesítettek, forrásokat foglaltak.
Trianon után a turisztikai érdeklődés előterébe került a hegység. A Mátra Egyleten kívül számos fővárosi egyesület vállalt részt a létesítmények bővítésében és karbantartásában. A Horthy-korszak-ban kezdett el kiépülni a legnépszerűbb úti célként számon tartott Kékes-tető és Mátraháza kirándulóközpontja (előbbin a Mátra Egylet ekkoriban jelölte ki az első sípályákat), de a többi mátrai üdülőhely is országosan ismertté vált. Új útikalauzok, térképek készültek, átadták a Mátra-nyereg-Galyatető-Pásztó országutat, a galyatetői Nagyszállót. A turizmus fejlődését csak a világháború szakította meg.
1949-re mindent államosítottak: a galyatetői Nagyszálló élmunkás-, majd szakszervezeti üdülő lett. Ezzel párhuzamosan újabb turistaházak létesültek, 1961-ben Sástó is bekapcsolódott az üdülőhelyek sorába: a Mátra lakói egyre inkább az idegenforgalomból éltek. A Kádár-korszakban a turizmust kiszolgáló szálláshelyek vállalati üdülőkké alakultak át. A természetjárás helyébe részben a „telek”, a hétvégi ház lépett. Az évtized végén már a turistajelzések is elhanyagolt állapotban voltak, az üdülőhelyek vízellátása viszont javult az ekkorra befejeződött víztározó-építési programnak köszönhetően.
1990 után fokozatosan újra fellendült az idegenforgalom. A leromlott állapotú üdülőket – nagyrészt szállodává alakítva – felújították új tulajdonosaik. Az utóbbi években történtek lépések a télisport-lehetőségek bővítésére, a Kékes síparadicsommá való alakítására is, de a tartós, vastag hóréteget csupán négy-öt évenként hozó telek csak visszafogott fejlesztésekre ösztönöznek. A 2000-es évek közepén Mátraszentistván sípályáit egy nagyobb beruházás során felújították és bővítették.

### A Mátra fő üdülőhelyei
A Mátra üdülőhelyei főleg a hegység központi részén, a Galya-tető és a Kékes tömbje köré csoportosulva találhatók. A Mátra nyugati, keleti és északi részén mérsékeltebb a turizmus.

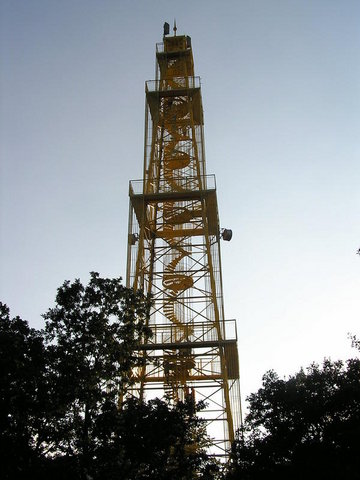
Sástó kilátótornya

- Mátrafüred: a Gyöngyöshöz tartozó, 350 m magasságban fekvő üdülőhely mai nevét az 1920-as években kapta. Itt végződik a Mátravasút egyik szárnya; fő látványosságai az 1767-ben épült fogadalmi templom, a Bene-ház, a Palócmúzeum és a Kozmáry-kilátó. A településrész 2005-ben, népszavazáson Gyöngyöstől való függetlenedési szándékát fejezte ki.
- Sástó: Magyarország egyik legmagasabban fekvő tava körül a 60-as évektől kiépült kemping és üdülőtelep. Jellegzetessége az olajfúró toronyból átalakított 50 m magas kilátó.
- Mátraháza: a 650-700 méteren elterülő turisztikai központnál ágazik el a 24-es főút Kékestető felé. Több nagy szálló és a tüdőszanatórium tartozik hozzá, legismertebb épülete az 1930-ban átadott „Pagoda”. Mátraházának Mátrafüreddel szemben nincs állandó lakója.
- Kékestető: hazánk legmagasabb csúcsa körül is kialakult egy üdülőközpont, melynek jelképe a tévétorony és a hotelként működő andezittorony. Meredek északi és lankásabb nyugati sípályája és sífutó útjai miatt – megfelelő hóviszonyok esetén – télen különösen nagy népszerűségnek örvend.
- Galyatető: az ország második legmagasabb hegycsúcsa szintén a második világháború előtt vált nyári és téli üdülőhellyé. Egykori Nagyszállója ma is hotelként működik. A közeli Piszkés-tetőn csillagvizsgáló üzemel.
- Mátraszentimre: az ország legmagasabban (780–810 m) fekvő községéhez tartozik Mátraszentistván, Mátraszentlászló, Bagolyirtás és Fallóskút. Nevezetességeik a tájház, a Három falu temploma és a fallóskúti búcsújáróhely, Szentkút.
- Parád: A hegység északi részén, a Parádi-Tarna völgyében található falu a Keleti-Mátrához legközelebb eső turistaközpont. Nevezetessége a kocsimúzeum és a parádfürdői gyógyvíz, amelyet palackoznak is. A közeli Parádsasvár kastélyáról híres.

## Közlekedése

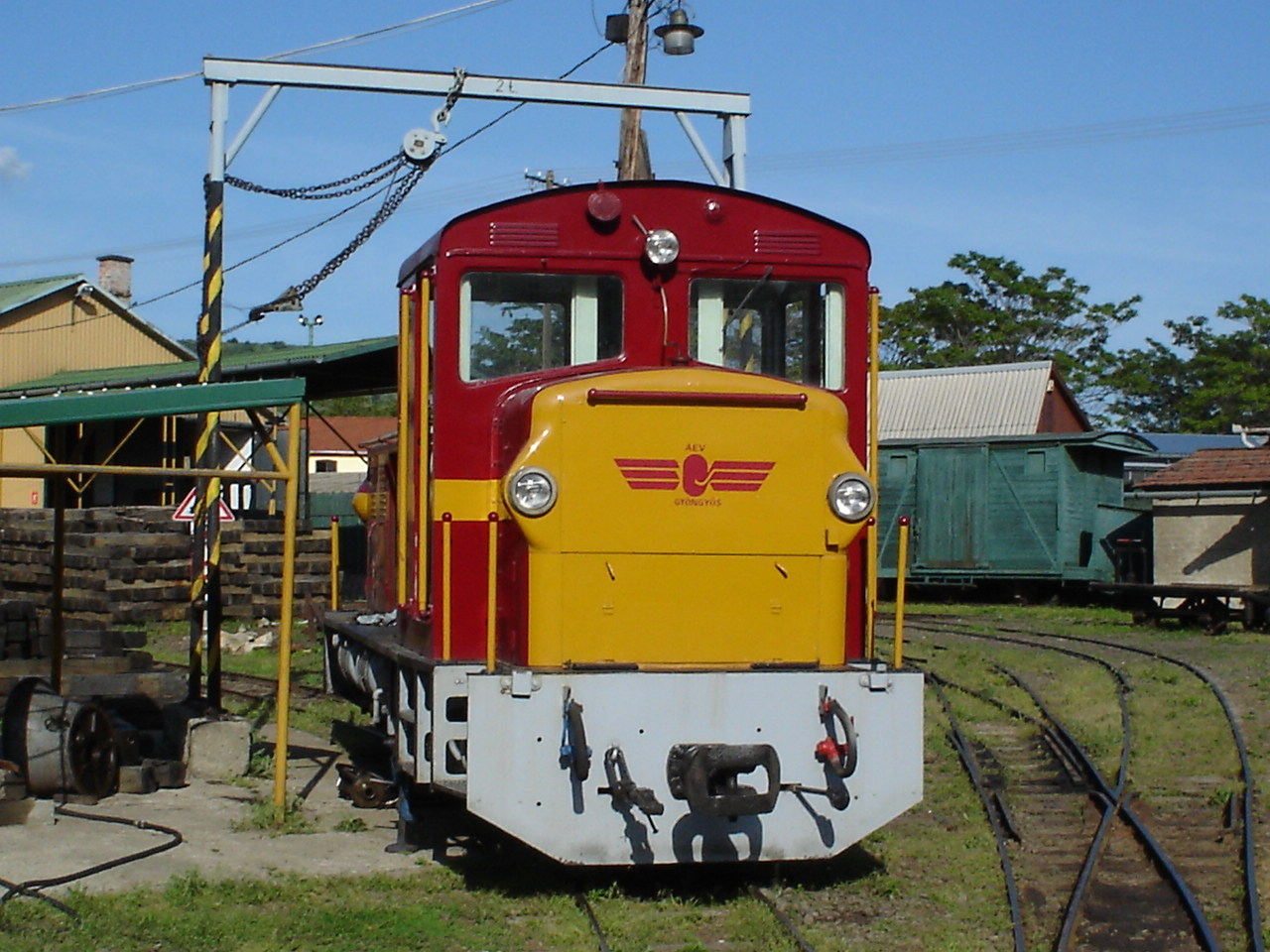
A Mátravasút Mk48 típusú mozdonya Gyöngyösön

### Közút
A hegység úthálózata jól kiépített: körbeveszik a számozott főutak (3-as, M3-as autópálya, 21-es, 23-as, 25-ös), a Mátrán keresztülvezető legfontosabb út pedig a Gyöngyöst Egerrel összekötő 24-es számú országút. A hegység belsejébe vezető másik fontos út a Pásztó–Galya-tető összekötő út, ami Mátrakeresztest, Mátraszentimrét és településrészeit kapcsolja az úthálózatba. Ez az út Parád és Mátraháza között – a Mátra-nyeregnél – csatlakozik a 24-es útba, ahol a hegység főgerincének Kékes és Galya-tető közötti legalacsonyabb pontja található. A kékestetői bekötőút Mátraházán ágazik ki a 24-es útból. Meredeksége és éles kanyarjai miatt telente gyakran balesetveszélyessé válik, ezért rossz időjárás esetén lezárják a személygépkocsi-forgalom elől.
Az erdőgazdasági utak egy része aszfaltozott, közülük a Gyöngyösoroszi-Károlytáró-Bagolyirtás útvonal gépjárművel is szabadon igénybe vehető.

### Vasút
A Mátrát délről elkerülő 80-as számú Budapest-Sátoraljaújhely vasútvonalból Hatvannál ágazik ki a 81-es számú Pásztón és Kisterenyén át Salgótarjánba tartó egyvágányú fővonal, amely a Nyugati-Mátra megközelítését segíti. Szintén a 80-as vonalról ágazik le Vámosgyörknél a Gyöngyösre vezető szárnyvonal. A hegységet északról és keletről érintő 84-es számú, Kisterenye–Kál-Kápolna vasútvonalon 2007. március 3-a óta szünetel a személyforgalom.

### Kisvasút
A Mátrában régen kiterjedt kisvasúti hálózat üzemelt. Az első vasutat az erdőbirtokos egri érseki uradalom építette 1906-ban fa és kő szállítása céljából a Nagy-völgyben. A 20. század első évtizedeiben több csatlakozó vasútvonal építésével kiterjedt hálózat épült ki. Az eredetileg lóvasúti vonalakon hamar, már 1917-ben megjelentek a gőzmozdonyok. A személyszállítás 1926-ban indult meg Gyöngyös és Mátrafüred között. A két világháború között tervezték a vonal villamosítását, de ez nem valósult meg. A vonalhálózat hossza az 50-es évekre elérte a 46 kilométert. (Ebben nincsenek benne a Mátra más részein függetlenül üzemelt bányavasutak, például Nagybátony, Szurdokpüspöki vagy Gyöngyösoroszi kisvasútja.) 1961-től a korszakra jellemző módon úttörővasútként üzemelt a vasútüzem. A 60-as években megindult a dízelesítés, melynek során Mk48 sorozatú mozdonyok váltották fel az addigi gőzmozdonyokat. Az 1970-es, 1980-as években a teherforgalmat lassan közútra terelték, emiatt felszedték a kihasználatlan szárnyvonalakat. Ma mindössze két vasútvonalon indít vonatokat a Mátravasút: Gyöngyös-Mátrafüred és Gyöngyös-Gyöngyössolymos-Lajosháza között. Utóbbi vonalat 2009-ben meghosszabbították a nyomvonal egykor felszedett folytatását visszaépítve a Szalajkaházig, ahol az erdészet egy vadasparkot alakít majd ki. Az új szakaszon 2009 őszi átadása után hosszabb ideig nem volt forgalom árvízkárok miatt, azonban 2012-ben újra megindult a menetrend szerinti személyszállítás.

## Részei

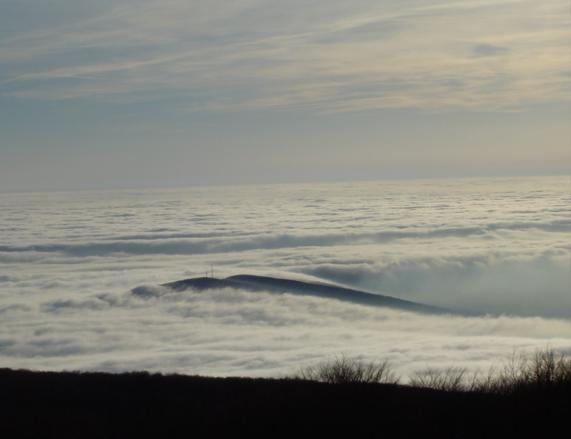
A hideg légpárnából kiemelkedő Sár-hegy a Kékesről

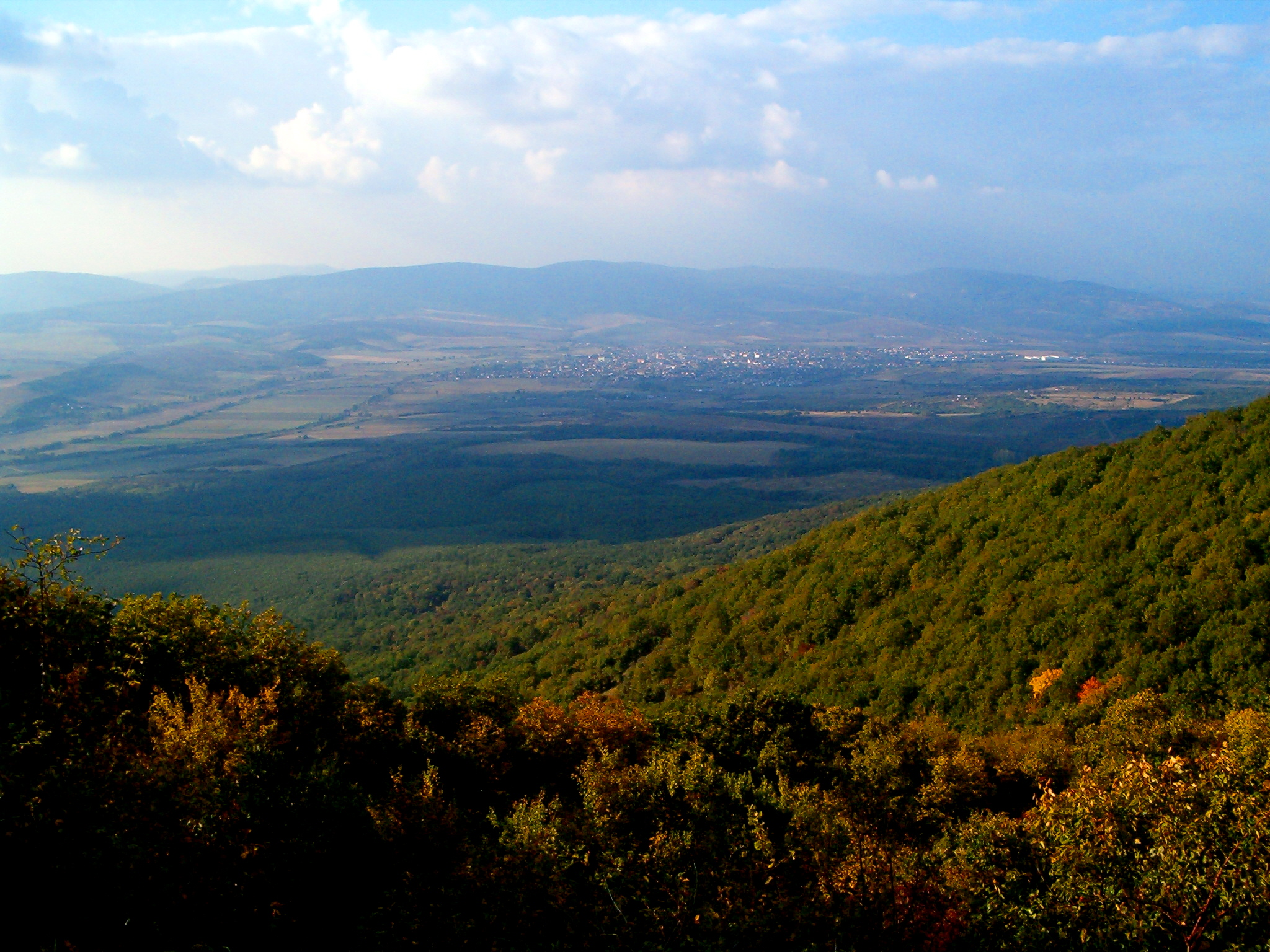
A Zagyva völgye a Nyugati-Mátra gerincéről

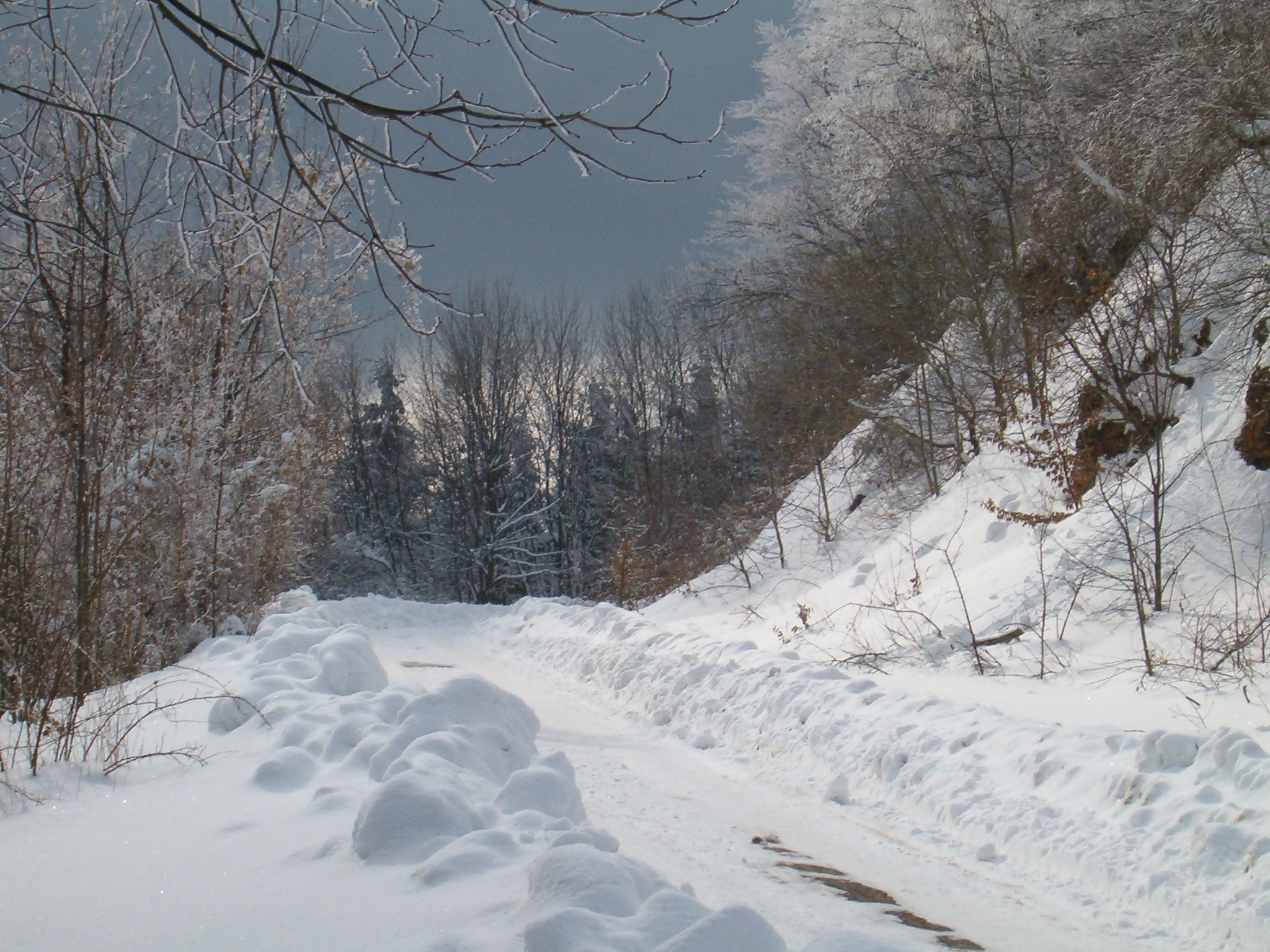
Téli tájkép

### Nyugati-Mátra
A Zagyva völgyének keleti oldalán futó, Lőrincitől Mátrakeresztesig tartó hegylánc tartozik ide, melyet a Kövecses-völgy vág el a folytatásának tekinthető Mátra-gerinctől. Legmagasabb pontja a 805 méter magas Muzsla, másik jellegzetes kiemelkedése a Szurdokpüspöki felett magasodó Nagy-Hársas (509 m). Az Alföld felé haladva a vonulat egyre jobban lealacsonyodik, csak a vulkáni kúpok teteje emelkedik ki. A Kövecses-völgy a Nyugati-Mátra északi szélén található széles – tektonikus eredetű – árok, amelyen a Pásztó-Galyatető országút vezet keresztül.

### Központi- vagy Magas-Mátra
A Mátra fő tömegét két tömb alkotja: a Galya-tető és a Kékes csoportja. A Mátra-gerinc nyugatról haladva az Óvár 753 méteres csúcsával kezdődik, melyet az impozáns vulkánroncs, az Ágasvár (789 m) követ. Kelet felé a Vörös-kő, majd a mátrai falvak fennsíkja, a Piszkés- és a Galya-tető következik a Mátrabércnek is nevezett vonulaton. Innen délkelet felé fordulva a Mátra-nyeregbe ér – ez a Kékes és a Galya-tető tömbjének a határa, a gerinc legalacsonyabb pontja (605 m), majd meredeken emelkedik a Kékes felé. A Kékestől délkeletre található a Hidas-bérc 973 m tengerszint feletti magasságú lapos kiemelkedése, amit azonban nem szoktak Magyarország második legmagasabb pontjának nevezni – ez a cím a Galya-tetőt illeti meg. A Központi-Mátra kelet felé a meredek sziklafaláról nevezetes Sas-kő (898 m) és Disznó-kő után a Markazi-kapu nyergében végződik. A hegygerinc északi oldala meredekebb, hűvösebb, míg dél felé lankásabb lejtőkkel, hosszú, dél felé tartó patakvölgyek (Szén-patak, Nagy-patak, Monostori-patak) jellemzik.

### Keleti-Mátra
A Keleti-Mátra a hegység Markazi-kaputól Sirokig húzódó vonulata. Sirok felől indulva fokozatosan emelkedik a hegygerinc a Kékesig. Jellegzetes csúcsa a Cserepes-tető (734 m) és az Oroszlánvár (604 m). Az északi és déli oldalak közötti aszimmetria itt kevésbé feltűnő, csak néhol tagolja meredek sziklafal a gerincet (Gazos-kő). A Keleti-Mátra a hegyvidék legérintetlenebb része, csak erdőgazdasági utak vezetnek át rajta.
Északi oldalán folyik a Parádi-Tarna. Fő üdülőközpontja Parád, a hozzátartozó Parádfürdővel és Parádóhutával, illetve a kastélyáról, egykori üveggyáráról valamint ásványvizéről ismert Parádsasvár. Recsk kőbányája is a Keleti-Mátra északi oldalán üzemel, az egykori kommunista kényszermunkatábor ma történelmi emlékparkként látogatható. Itt látható a Mátra kevés vízeséseinek egyike, az Ilona-völgyi-vízesés.

### Mátralába
A Mátralába a Mátra északi előtere, a Zagyva felső folyása és a Tarna közötti dombos, majd a főgerinc felé meredeken emelkedő terület. Kelet felől a Parád-Recski-medence kistája – azaz a Parádi-Tarna völgye – ékelődik be a földtani szempontból a Heves–Borsodi-dombsággal rokon területre. Érdekes látnivalói a 2-10 méter széles, földből kiálló kilométer hosszú sziklafalak – egykori lávaerek maradványai – melyeket egykor várfalaknak is néztek. A Mátralába nyersanyagokban gazdag: a szocializmus idején intenzív bányaművelés folyt Nagybátony, illetve Recsk közelében.

### Mátraalja
A Mátraalja a Mátra déli előtere. Elsősorban a mátrai borvidékről híres: Abasár, Gyöngyös, Gyöngyössolymos, Gyöngyöstarján, Gyöngyöspata, Nagyréde, Szűcsi és Rózsaszentmárton híres bortermelő települések. Jellegzetes hegye a Gyöngyös keleti szomszédságában önálló tömbként kiemelkedő Sár-hegy (500 m). A kistáj keleti felének ékessége a markazi és a kisnánai várrom. Visontán található a Mátravidéki Hőerőmű, amely a helyben, külszíni fejtéssel bányászott lignittel üzemel – aminek kalóriaértéke alacsony, előnye viszont, hogy könnyen kitermelhető. A táj jellegzetességei a jégkorszakból ittmaradt kavicsmezők: a Markaz melletti Tatármező, és a kisnánai Tarnóca-völgy. Gyöngyössolymos és Mátrafüred közötti útelágazásnál látható geológiai érdekesség a Bába-kő nevű gejzírkúp.

## Települések és településrészek
- Abasár
- Bátonyterenye
  - Szorospatak
- Bodony
- Domoszló
- Dorogháza
- Gyöngyös
  - Kékestető, Mátrafüred, Mátraháza
- Gyöngyösoroszi
  - Károlytáró
- Gyöngyöspata
- Gyöngyössolymos
  - Lajosháza
- Gyöngyöstarján
- Kisnána
- Markaz
- Mátraballa
- Mátraderecske
- Mátramindszent
- Mátraszentimre (az ország legmagasabban fekvő községe)
  - Bagolyirtás, Fallóskút, Galyatető, Mátraszentistván, Mátraszentlászló
- Pálosvörösmart
- Parád
  - Parádfürdő, Parádóhuta
- Parádsasvár
- Pásztó
  - Hasznos, Mátrakeresztes
- Recsk
- Sirok
  - Kőkútpuszta
- Szuha
  - Mátraalmás
- Szurdokpüspöki
- Tar
- Tarnaszentmária
- Verpelét

## Külső hivatkozások
- „A Mátra turisztikai honlapja”
- „A Mátra internetes útikalauza”
- Kékestető információs portálja
- Gyöngyös Információs és Turisztikai Enciklopédia
- A Mátraalja turisztikai és hír portálja
- Mátra a funiq.hu-n